# ヴィルヘルム1世 (ドイツ皇帝)
ヴィルヘルム1世（Wilhelm I. 1797年3月22日 - 1888年3月9日）は、第7代プロイセン国王（在位：1861年1月2日 - 1888年3月9日）、北ドイツ連邦主席（在任：1867年7月1日 - 1871年1月18日）、初代ドイツ皇帝（在位：1871年1月18日 - 1888年3月9日）。
第5代プロイセン国王フリードリヒ・ヴィルヘルム3世の次男。兄である第6代プロイセン国王フリードリヒ・ヴィルヘルム4世に子供がなかったため、1861年の兄王の崩御でプロイセン国王に即位した。軍制改革をめぐって衆議院との対立が深まる中の1862年にオットー・フォン・ビスマルクを首相に任じ、軍制改革を無予算統治で断行。ドイツ統一戦争に乗り出し、1871年の普仏戦争の勝利でドイツ皇帝に即位してドイツ統一を達成した。ビスマルクとはしばしば意見が対立しながらも、崩御まで彼を首相として重用し続けた。

## 概要
1797年3月22日、第5代プロイセン国王フリードリヒ・ヴィルヘルム3世の次男として生まれた。1807年にプロイセン軍に入隊し、解放戦争にも従軍、ナポレオンを産み落とした革命への憎しみを強めた。1829年にザクセン＝ヴァイマル＝アイゼナハ大公女アウグスタと結婚した。1840年に子のない兄フリードリヒ・ヴィルヘルム4世が即位すると推定相続人（第1王位継承権者）となる。
1848年革命の際には自由主義派の憎悪の対象となり、一時イギリスへの国外亡命を余儀なくされたが、革命の勢いが衰えた後に帰国。剛直な武断派として自由主義者を弾圧して「榴弾王子」と呼ばれた。
1849年からコブレンツ選帝侯宮殿で暮らすようになったが、これ以降自由主義的な妃アウグスタの影響を受けて自由主義勢力と親交を持つようになり、「週報党」と呼ばれる自由主義的保守派勢力が彼を取り巻くようになった。
1857年に兄王が精神病となり、プロイセン憲法上彼が摂政となるべき状況となったが、兄王を取り巻く強硬保守勢力「カマリラ」が彼を倦厭したため、憲法上根拠がない「国王代理」という地位に就任した。この地位にある間は独自の政策を行うことを避け、兄王の従来の政策を踏襲した。やがてこの地位の憲法上の根拠のなさが問題視され、1858年に至って摂政に就任した。摂政就任後には自由主義に一定の理解を示した独自の政策を開始。カマリラを失脚させて自由主義的保守派貴族による「新時代」内閣を誕生させた。
アルブレヒト・フォン・ローンに立案させた軍制改革（プロイセン正規軍の徴兵数増加と兵役3年制、自由主義的なラントヴェーアから野戦軍の機能を除くことを柱とする）を目指したが、これにより自由主義勢力との対立がはじまった。
1861年1月2日、兄王の崩御により63歳で第7代プロイセン国王に即位。同年11月に行われた総選挙で自由主義勢力が衆議院の多数派を得たため、軍制改革をめぐる自由主義派との対立が激化した。自由主義勢力の台頭に危機感を抱き、新時代内閣を更迭して政権の保守化を強めた。
衆議院との妥協にも衆議院へのクーデタにも消極的であったヴィルヘルムは退位の意向を強めたが、ローンと親しいオットー・フォン・ビスマルクを引見した際に無予算統治によって軍制改革を断行する彼の覚悟を聞いて期待感を抱き、彼を首相に任命した。ビスマルクの主導の下、軍制改革は無予算統治で断行された。
1863年にオーストリアの主導で開催されたドイツ諸侯会議には出席の意思を強めていたが、ビスマルクの説得を受け入れて断念した。1864年にシュレースヴィヒ・ホルシュタインをめぐって発生した対デンマーク戦争ではアウグステンブルク公フリードリヒの独立公国構想を強く支持したが、シュレースヴィヒ・ホルシュタイン併合を狙うビスマルクの説得により断念した。
戦後、ヴィルヘルムもシュレースヴィヒ・ホルシュタイン併合論に傾き、オーストリアとの対決路線をとり、1866年の普墺戦争においてオーストリアを下した。講和交渉をめぐってはオーストリアやザクセンに寛大な講和条約を目指すビスマルクと一時対立したが、最終的にはビスマルクの説得を受け入れている。普墺戦争の勝利によりオーストリアが連邦議会議長国を務めるドイツ連邦は解体され、プロイセン王を盟主とする北ドイツ連邦が創設され、ヴィルヘルムは北ドイツ連邦主席に就任した。
ホーエンツォレルン＝ジグマリンゲン家のレオポルトのスペイン王位立候補計画には、フランスとの対立を懸念して消極的だったが、バート・エムスでの保養中、フランス大使からフランス国民への弁明を要求された際にはこれを拒否した。ビスマルクはこの一件についてドイツ・ナショナリズムとフランス・ナショナリズムの双方を煽るような内容で発表した。これにより北ドイツ連邦は南ドイツ諸国と合同で普仏戦争に突入した。同戦争の勝利により、南ドイツ諸国が北ドイツ連邦に参加する形でドイツ帝国が建設され、ヴィルヘルムはドイツ皇帝に即位した。
ビスマルクが行った対カトリックの文化闘争をめぐってはプロテスタントにも影響する場合にはブレーキをかけた。ヴィルヘルム暗殺未遂事件がきっかけで1878年に制定された社会主義者鎮圧法については積極的に支持した。自由主義的な皇太子フリードリヒを倦厭し、保守的な皇孫ヴィルヘルムに期待感を持っていた。
1888年3月9日に崩御。皇太子フリードリヒがフリードリヒ3世として即位したが、彼も在位3ヶ月ほどで崩御したため、ドイツ皇位・プロイセン王位は孫のヴィルヘルム2世に引き継がれた。

## 生涯

### 前半生

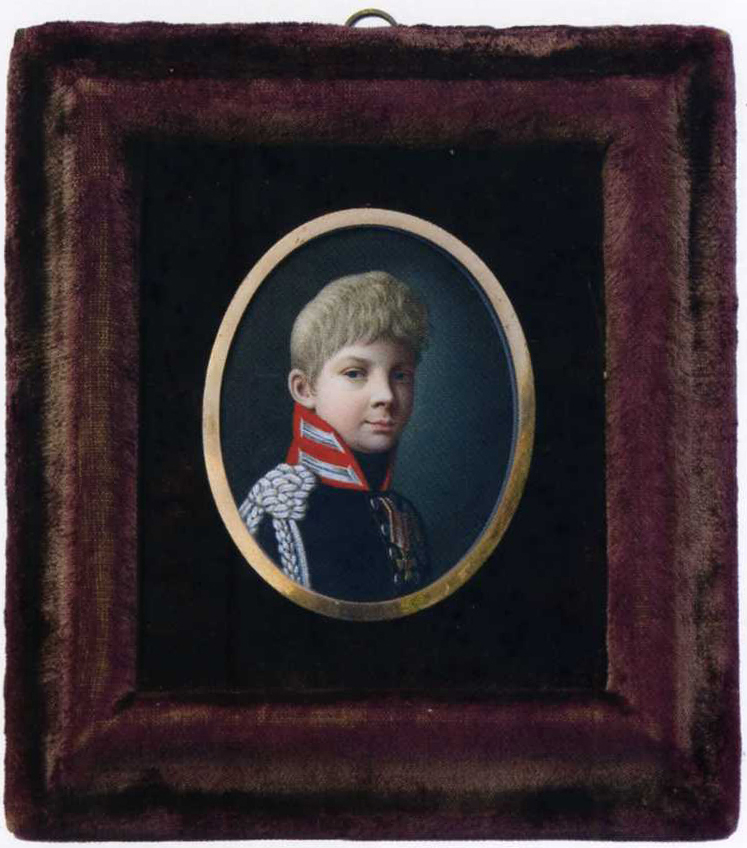
1810年のヴィルヘルム王子を描いた絵（ヨハン・ホイジンガ―画）

1797年3月22日、プロイセン皇太子フリードリヒ・ヴィルヘルム（同年11月16日に第5代プロイセン国王に即位し、フリードリヒ・ヴィルヘルム3世となる）と皇太子妃ルイーゼ（メクレンブルク＝シュトレーリッツ公カール2世の四女）の次男としてベルリンの皇太子宮殿に生まれた。
兄であるフリードリヒ・ヴィルヘルム（後の第6代プロイセン国王フリードリヒ・ヴィルヘルム4世）と同様に神学者・教育者フリードリヒ・デルブリュックから教育を受けた。ナポレオン戦争中にはロシア帝国に亡命し、ケーニヒスベルクやメーメル、サンクト・ペテルブルクなどで暮らした。
1807年にプロイセン軍に入隊し、1814年に大尉としてフランス皇帝ナポレオン1世の支配に対抗する解放戦争に従軍し、戦功をあげて鉄十字章を受けた。この戦いを通じてナポレオンを生み落とした革命を激しく憎むようになり、革命から王権を守れるのは軍隊だけであると確信するようになったという。1818年に近衛歩兵旅団の少将、1825年には近衛軍団の中将となる。
ヴィルヘルムは兄王フリードリヒ・ヴィルヘルムとは性格も外見も違っており、青年時代はその長身と容姿で社交界に浮名を流したが、遠縁にあたるエリザ・ラジヴィウヴナ公女との恋愛結婚は、家柄の問題など様々な政治的思惑から実現しなかった。
1829年、ヴィルヘルムはザクセン＝ヴァイマル＝アイゼナハ大公女アウグスタと結婚し、のちのフリードリヒ3世とルイーゼの2子をもうけた。長い平和の間に軍人としての研鑽を積み、またしばしばロシア首都サンクトペテルブルクに派遣されて外交官として活躍した。
1840年に子の無い兄フリードリヒ・ヴィルヘルム4世が即位したのに伴い、第一位王位継承権者となり、「プリンツ・フォン・プロイセン（Prinz von Preußen）」の称号を得た。
- 幼いころのヴィルヘルム王子を描いた絵画。左からヴィルヘルム王子、母ルイーゼ王妃、兄フリードリヒ・ヴィルヘルム皇太子（1886年カール・シュテフェック画）
- ヴィルヘルムが幼い頃の王室一家を描いた絵画。左から次妹アレクサンドリーネ、長妹シャルロッテ、母ルイーゼ王妃、父フリードリヒ・ヴィルヘルム3世、兄フリードリヒ・ヴィルヘルム、弟カール、ヴィルヘルム。（1806年ハインリヒ・アントン・デーリング（ドイツ語版）画）
- 乗馬をする中年のヴィルヘルム王子を描いた絵画（1836年フランツ・クリューガー画）

### 1848年革命の鎮圧

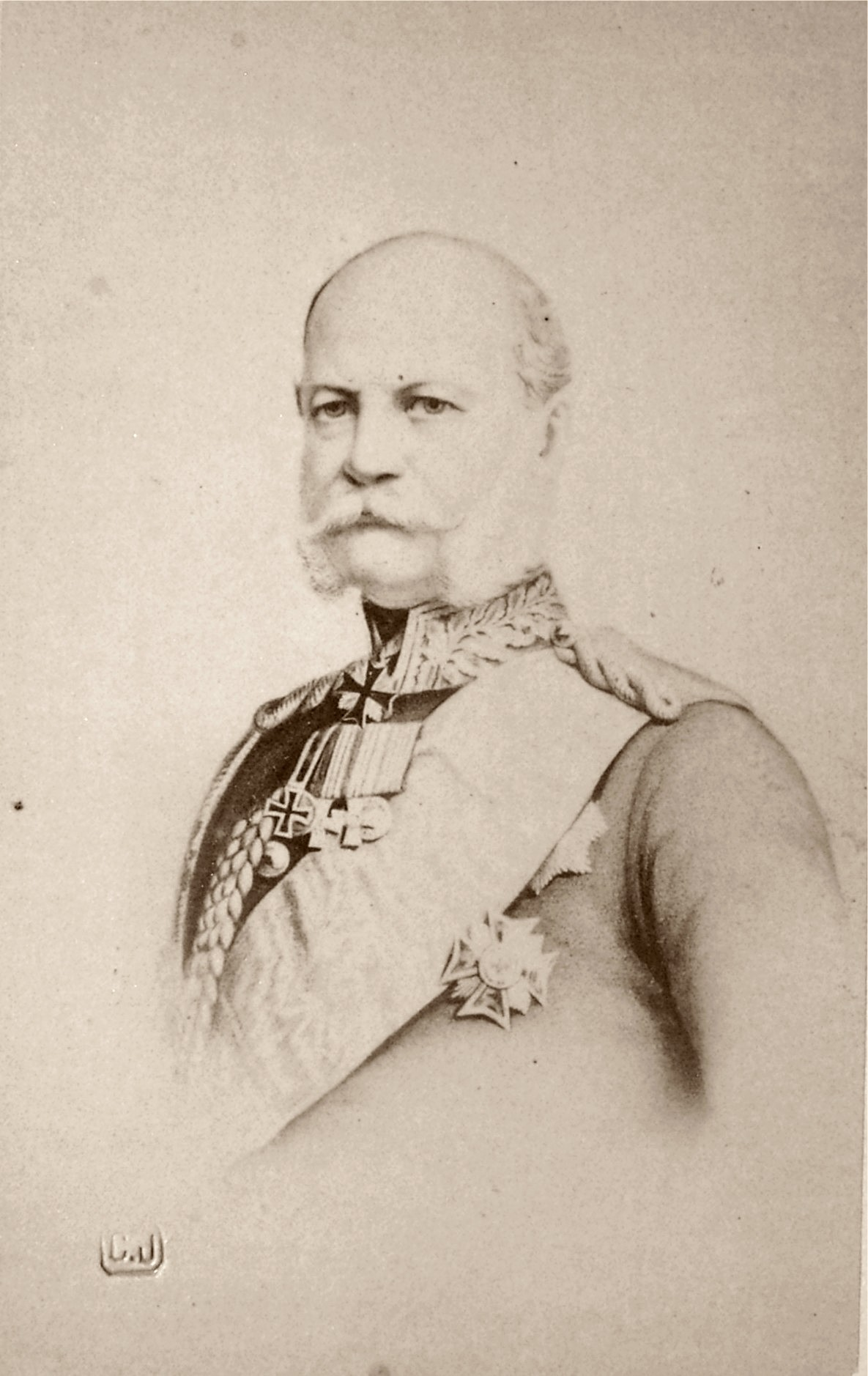
壮年期のヴィルヘルム王子

1848年3月にベルリンで自由主義者・民主主義者・ナショナリストなどの市民軍と国王軍が衝突したことで1三月革命が発生した。宮廷内の軍支持者の代表格として知られていたヴィルヘルム王子は市民の最大の憎悪の対象だった。国王軍の蛮行の責任を彼に求める論調が強まり、彼の名前を入れた市内の御用商人の看板が次々に破壊された。
ベルリン警視総監はヴィルヘルム王子が市民から命を狙われていると報告した。兄王フリードリヒ・ヴィルヘルム4世は第1位王位継承者である弟に万が一がないようにと配慮し、急遽ヴィルヘルム王子にイギリス女王ヴィクトリアに会見する任務を言い渡した。3月19日にヴィルヘルム王子は亡命に近い形で国を離れた。妻も伴わずの亡命であり、ヴィルヘルム王子は妻も兄も見捨て逃げてしまったと自責の念に苦しんだという。しかし駐英大使クリスティアン・カール・ヨシアス・フォン・ブンゼンに励まされてなんとか立ち直ったという。
国王自身は脱出計画を思いとどまり、市民軍の管理下に入り、妥協できる自由主義者と結んで革命を穏健化させる道を選んだ。ガス抜きの自由主義内閣を誕生させ、まもなく革命の勢いが落ちてくると、国王は5月12日にヴィルヘルム王子をイギリスから呼び戻すとの発表を行った。これに反発した市民が再び示威行進を行ったが、すでにそれは国王を翻意させるほどの物ではなかった｡
その後保守主義者が反転攻勢を強め、フランクフルト国民議会（ドイツ国民議会）が定めた国民主権のフランクフルト憲法（ドイツ帝国憲法）と同議会から下された帝冠を兄王は拒否した。これに反発した自由主義者・民主主義者・労働者団体などの間で憲法制定を求める運動が高まり、憲法を拒否した邦国を中心に蜂起が発生した。多くはすぐに鎮圧されたが、バイエルン王国領プファルツ地方とバーデン大公国での反乱は拡大した。特にバーデンでは革命の影響で常備軍が人民軍に改組されていた事もあり、5月14日にはバーデン大公レオポルトが亡命してプロイセンに助力を請う事態となった。
これを受けてヴィルヘルム王子を司令官とする二個軍団・約6万人が反乱鎮圧に出征した。バイエルンはプロイセン軍の干渉を嫌い、鎮圧要請をしていなかったが、ヴィルヘルム王子の軍は独断でプファルツ地方に進軍し、バイエルン政府から事後承認を得て6月14日にプファルツ地方を占領した。さらに革命派が政権を掌握して「社会的民主共和国」を宣言していたバーデンへ進攻し、「神聖不可侵の国家理念（王権）に背いた者には容赦は無用」として徹底的な鎮圧を命じ、マンハイム、フライブルク、ラシュタットなどで捕虜にした革命家や人民軍志願兵部隊を士官・一般兵問わず無差別に処刑した。その断固たるやり方に対して民衆の間に非常な憎しみを呼び起こし、榴弾王子（Kartätschenprinz）というあだ名をつけられた。フリードリヒ・エンゲルスは「ドイツ人民はラシュタットの大量銃殺と防弾室を忘れない。この恥ずべき行いを命じた支配者どもを忘れない」と書いている。

### 自由主義勢力への接近
1849年にヴェストファーレン県やライン県の知事に就任し、妃アウグスタとともにコブレンツ選帝侯宮殿で暮らした。
これ以降、自由主義的なアウグスタ妃の影響で自由主義派の学者と親交を深め、兄王と対立を深める中、「週報党」など自由主義的保守派がヴィルヘルムを取り巻くようになった。兄王の周りにはレオポルト・フォン・ゲルラッハ（侍従武官長）ら保守派の側近グループ「カマリラ」が取り巻いていたため、ヴィルヘルムも兄王との違いを強調するために形式的に自由主義的な主張を行うようになった。
クリミア戦争中の1854年には、親英仏を主張していた週報党の面々が親露を主張するカマリラによって官職辞職に追いやられ、これによりプロイセン政府は英仏と距離を置いた中立の立場を取ることになった。週報党に近しいヴィルヘルム王子はこれに反発して一時バーデン＝バーデン（バーデン大公国）へ移っている。しかしヴィルヘルム王子は自由主義派のように「反動の本拠地」ロシアと戦争したがっていたわけではなく、「東方の友好国」ロシアがこれ以上戦争継続に前のめりにならないよう牽制したがっていたのだった。
1854年に元帥位を有する上級大将に昇進の上、マインツ要塞の知事となった。

### 「国王代理」から摂政へ

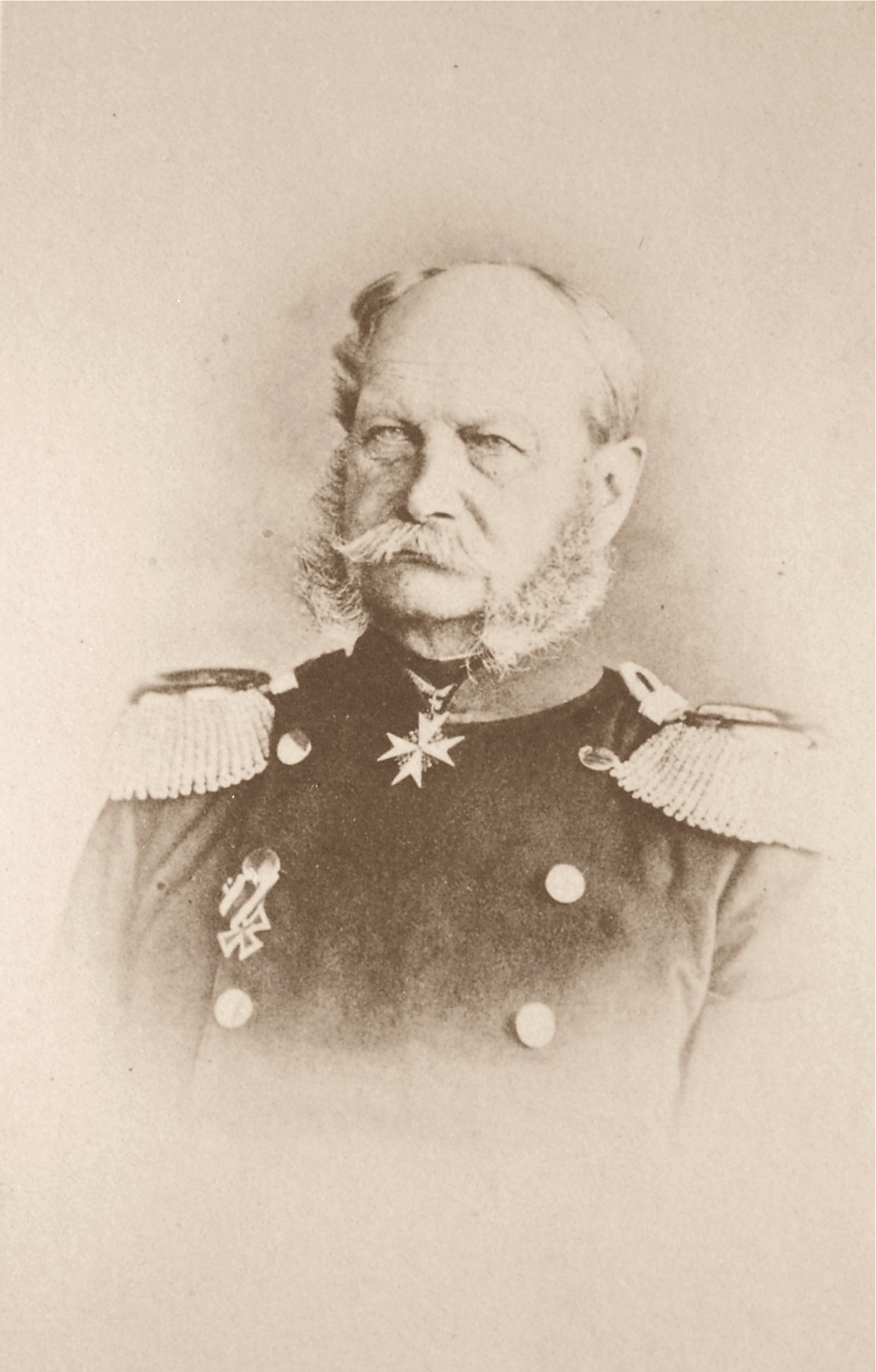
1858年頃の摂政ヴィルヘルム

1857年秋になると兄王フリードリヒ・ヴィルヘルム4世の精神病が悪化して精神錯乱状態に陥った。プロイセン憲法上ヴィルヘルムが摂政に就任するべきところだったが、首相オットー・テオドール・フォン・マントイフェルや侍従武官長ゲルラッハら「カマリラ」は彼が摂政に就任することによって自由主義政策が行われることを恐れていたため、摂政の設置に応じようとせず、10月23日にヴィルヘルムを3か月の期限付きで憲法上に規定がない「国王代理人」なる地位に就けた。完全なる君主権を有する摂政ではなく「国王代理人」とすることで国王の従来の方針にヴィルヘルムを縛りつける意図だった。ヴィルヘルム派はこれを「憲法違反」として批判し摂政の設置を要求した。
ヴィルヘルム当人は「国王代理人」職を神から与えられた使命と感じて快諾し、この地位に留まる限り自分独自の政策を実行する意思はなかった。兄王の「善良な人柄」と義姉の王妃エリーザベトへの思いやりを念頭に行動することを心がけていたという。1858年1月、4月、7月と3か月の期限を迎えるたびに国王の勅書によってヴィルヘルムの「国王代理人」職が更新された。マントイフェル首相は出来る限りこの状態を継続させたかったが、法相や議会から憲法上の根拠の乏しさを追及され、とうとう内閣でも摂政を設置すべきとの意見が多数派となった。10月7日に至ってついにヴィルヘルムを摂政に任じる勅書が出された。

### 「新時代」
兄王は政治的遺言書の中で「憲法宣誓すべきではない。立憲体制を否定するクーデタをおこすべき」とヴィルヘルムに要求したが、ヴィルヘルムはこれを無視して摂政就任後の10月26日に議会において憲法宣誓を行い、立憲統治を宣言した。
ヴィルヘルム王子当人はカマリラに対する粛清人事を避けたがっていたが、カマリラを憎むアウグスタ妃の強い希望や後任の首相としてプロイセン王家ホーエンツォレルン家分家ジグマリンゲン家のカール・アントン侯を確保できたことなどにより、内閣の完全入れ替えを決意し、11月6日にマントイフェル内閣に解任を申し渡した。
こうしてカール・アントン侯を首相、ルドルフ・フォン・アウエルスヴァルトを副首相（実質的な首相）とし、週報党も入閣した自由主義的保守派貴族の内閣が発足した（この体制は「新時代」と呼ばれた）。「新時代」内閣はマントイフェルやゲルラッハの頃の絶対主義体制と決別し、議会を尊重する姿勢を示した。とはいえこの内閣は完全な自由主義ではなく、君主を議会から独立させることに固執するなど保守的傾向も示した。ヴィルヘルム自身も内閣に提示した統治綱領(Regierungsprogramm)の中で改革について「恣意的なもの、時代の諸要請に逆行するものが示される部分には細心の改革の手が差し伸べられねばならない」と表現するにとどめた。
またヴィルヘルム王子は「カマリラ」を政府や宮廷から追放しつつも、軍の実力者である軍事内局（国王の軍事的側近）局長エドヴィン・フォン・マントイフェル中将（前首相マントイフェルの従兄弟）は留め置いた。マントイフェル中将は徹底した王権至上主義者であり、王権の擁護者たる軍部による独裁政治を企図する人物だった。そんな彼が軍全体を掌握する地位に留まったことは「新時代」内閣に楔を打ち込んだに等しかった。

### 軍制改革

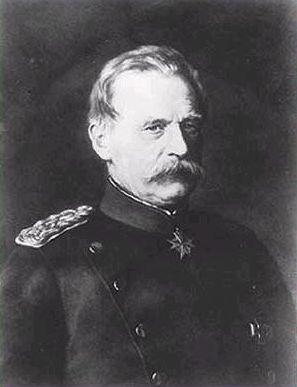
ヴィルヘルムから軍制改革を任せられていたアルブレヒト・フォン・ローン。

当時のプロイセン軍制は解放戦争以来の旧態依然とした状態が続いており、改革は急務と考えられていた。ヴィルヘルム王子もかねてから側近の参謀将校アルブレヒト・フォン・ローンに軍制改革案を立案させており、上記の統治綱領の中でも軍制改革の必要性を訴えた。1859年11月にはローン案の軍制改革に消極的だった「新時代」内閣陸相グスタフ・フォン・ボーニンを軍の人事権問題に絡む問題で辞職させ、ローンを後任の陸相に据えた。そして同年12月3日の閣議に軍制改革案を提出させた。
この軍制改革案は徴兵数増加と3年兵役の維持とラントヴェーアから野戦軍の機能を除くことを中心としていた。当時のプロイセン軍では1814年兵役法により兵役3年が定められていたが、財政状況から兵役が2年もしくは2年半に減じられていた。ヴィルヘルムには「新兵は最初の2年間教練に圧倒されており、3年目に入ってはじめて軍人の尊厳や職務の重大性、軍に必要不可欠な身分精神を自覚するようになる」「ヨーロッパにおいては軍人のこの身分精神こそが革命や自由主義勢力から王位を保護する」という持論があり、3年兵役制の短縮は国民を「兵士ではなく教練を受けた農夫」にしてしまうとして断固反対であった。
同様の理由からラントヴェーアにも批判的であった。ラントヴェーアは1813年の対フランス開戦に際して常備軍の兵力不足を補うために創設された常備軍に所属しない軍隊だが、戦後もフランスの報復に備えるためとして東プロイセン州議会がこれを存続させた。国王の命令によらずに創設されたため国民的・ナショナリズム的な要素を持つようになり、1848年革命鎮圧の際に国王の動員令に応じなかったほどである。そのため1848年革命の鎮圧者であったヴィルヘルムはラントヴェーアを「兵士であることより選挙民であることの意識が強い」と看做し、不信感を持っていた。ヴィルヘルムの軍制改革はこのラントヴェーアを野戦軍ではなく、常備軍の兵站・要塞守備などを担当する後備軍とするものであった。
オルミュッツ協定の屈辱の教訓からプロイセン衆議院の自由主義派議員たちも軍備増強には賛成であり、徴兵数増加には反対しなかったが、「長い兵役は国民の自由と所有権に対する経済的な侵害」、「ラントヴェーア縮小は国王と貴族の権力上昇を目的としている」と考えていた。そのため1860年1月12日に召集された衆議院軍事委員会は軍制改革案について徴兵数増加には賛成しつつ、3年兵役制とラントヴェーアの野戦軍からの分離、多額の経費に反対した。
「軍の組織については国王と立法、軍の編成については国王と継続行政の管轄であり、兵役義務は組織の問題なので立法が必要」という点は政府も自由主義派も共通認識だったが、政府の見解ではそれはすでに1814年兵役法により定められているのであって、国王はその枠内であれば議会の協賛がなくても統帥権に基づいて自由に兵力決定を行えるという立場であった。したがってヴィルヘルムは軍制改革を拒否している衆議院は国王の統帥権を干犯していると理解していた。ただし軍制改革のうちラントヴェーアを野戦軍から分離するという案は兵役法に反しており、これを統帥権の名の下に強行することは、命令による法律の改正にあたるため、後に衆議院で違法行為として追及される。陸軍省もこの点を指摘していたが、ヴィルヘルムは取り合わなかった。
政府は軍制改革は国王の統帥権により当然に実施されるものとして、議会にはその予算問題のみ掛けることとし、陸軍大臣に900万ターレルの使用を認める暫定法案を議会に提出した。衆議院の自由主義者たちはこの金額では3年兵役制は実施できないし、短期間ごとに軍制改革予算を特別経費として議会が審議することを常態化するチャンスと考えた。またヴィルヘルムの提案を拒否しすぎて彼を完全に保守陣営の側に追いやりたくはなかった。そうした意図から自由主義議員が賛成に回り、暫定法は1860年5月15日の衆議院本会議においてほぼ満場一致で可決された。
ヴィルヘルムはこの大差の可決を単純に軍制改革は国民代表からも支持を得ている証拠と理解し、意気揚々とこの経費を使って新連隊編成に着手した。

### プロイセン国王即位
1861年1月2日に兄王フリードリヒ・ヴィルヘルム4世が崩御し、摂政ヴィルヘルムが63歳にして正式にプロイセン国王に即位した。1月18日には「統帥権行使に関する勅令」(Allerhöchste Kabinettsorder)を発令し、軍事予算・軍事行政に関わる問題に関してのみ国王は陸軍大臣の副署を必要とすることとし、軍勤務事項と軍人事については陸軍大臣の副署を不要とすることで軍を議会の影響から遠ざけた。この勅令は1919年10月まで存続し、プロイセンとドイツ帝国の大元帥の統帥権の基礎となった。
ヴィルヘルムは1月14日に国王としてはじめて招集した衆議院の開院式の勅語の中で国民代表が軍制改革を協賛することを要求した。しかしこの会期ではすぐに国王と衆議院の対立がはじまった。政府は軍制改革問題について国王の統帥権により当然に実施されるものとしてこれを特別な経費とせず、一般会計予算に計上しようとしたが、衆議院軍事委員会は先の暫定法の措置はあくまで暫定的措置であることを強調し、また「ラントヴェーアは1814年兵役法により定められている制度であり、これを国王が命令で勝手に改変することはできない」点を指摘した。本会議での議論は紛糾したが、最終的には自由主義右派（旧派自由主義）の主導で政府原案の61年下半期の軍制改革経費490万ターレルから75万ターレルを削減し、特別会計予算として決議した。同時に「軍制改革のために取られた措置を継続させるには1814年兵役法の改正が必要である」とする見解を圧倒的多数で決議した。これに対して陸相ローンは「改正法案は提出するが、それは政府が自らに課した義務であり、議会に対して政府が拘束される義務ではないと理解している」と述べて衆議院を牽制した。
ヴィルヘルム自身は形式にはこだわりはなく、6月5日の閉院式の勅語で「承認の形式は偉大なる措置（軍制改革）の生命原理に関わる問題ではないので、私はこれを無視する」と宣言した。
10月28日にフリードリヒ1世の前例に則ってベルリンではなくケーニヒスベルクのケーニヒスベルク城で戴冠式を行った。参列した衆議院議員一同に向かって王権神授説の勅語を述べ、自由主義勢力を牽制した。
- ケーニヒスベルク城でのヴィルヘルム1世の戴冠式（アドルフ・フォン・メンツェル画）
- ケーニヒスベルク城でのヴィルヘルム1世の戴冠式（ジョージ・ハウスマン・トーマス（英語版）画）
- 戴冠式で皇太子妃ヴィクトリアから忠誠の接吻を手に受けるヴィルヘルム1世

### 衆議院との対立激化
1861年11月19日と12月6日に衆議院選挙が行われたが、自由主義左派のドイツ進歩党が109議席、自由主義右派が95議席、カトリック派が54議席、自由主義中央左派が52議席、ポーランド人派が23議席を獲得した。一方保守派はわずか15議席だった。この衆議院の勢力図では政府の軍事法案が可決される見通しは皆無だった。
1862年1月14日に召集した衆議院は予想通り進歩党の主導で3年兵役制を拒否した。また進歩党・中央左派・ポーランド人派の賛成により予算の細目化を求める採択がなされた。この情勢から軍制改革続行不可能と判断した「新時代」内閣は3月8日にヴィルヘルムに辞表を提出した。これに対してヴィルヘルムは大臣任免権はあくまで自分にあり、衆議院にあるのではないと考えていたため総辞職を拒否し、3月11日に衆議院を解散した。しかし自由主義右派系の閣僚たちは議会内の自由主義右派勢力と協調して進歩党に対抗する必要があると主張し、郡（クライス）制度と大臣責任法の改正、62年度予算案細目化、軍制改革費用削減を要求し、保守派閣僚と内部抗争を起こした。ヴィルヘルムが保守派を支持した結果、自由主義右派閣僚たちは辞職し、「新時代」内閣は崩壊した。
ヴィルヘルムは新内閣のトップを高貴な者で飾りたいと願い、政治から離れていたアドルフ・ツー・ホーエンローエ＝インゲルフィンゲン公爵を首相とした。「新時代」内閣からの残留である陸相ローン、外相アルブレヒト・フォン・ベルンストルフ伯爵、蔵相アウグスト・フォン・デア・ハイト男爵が内閣の中心であった。特にハイトが事実上の内閣の指導者であった。
しかし4月28日と5月6日に行われた解散総選挙の結果は一層壊滅的であった。保守派の議席は11議席にまで落ち込み、軍制改革に賛成したカトリック派や自由主義右派もそれぞれ28議席、65議席と議席を大きく落とした。反政府派の急進的自由主義者である進歩党と中央左派は躍進し、それぞれ135議席、96議席を獲得した。政府と衆議院の協調の可能性は一層なくなった。

### 妥協案の拒否と退位の意思表示
1862年8月4日の衆議院予算委員会は軍制改革の予算について「財政における軍事偏重が過ぎる故に特別会計としても認められない」と決議した。しかし委員のうち進歩党のカール・トヴェステン、中央左派のフリードリヒ・シュターヴェンハーゲンとハインリヒ・フォン・ジイベルの三者はドイツ問題解決のため軍の強化自体は必要不可欠と考えており、また争議が激化してヴィルヘルムが強硬保守内閣を誕生させる恐れがあることから政府と妥協する必要があると考えていた。彼らは兵役2年と多少の軍事予算減額だけを条件とした妥協案を提出した。
ヴィルヘルムに妥協の意思はなく、彼は衆議院を無視して無予算統治で軍制改革を強行する決意を固めたが、ハイトが無予算統治は憲法上の根拠がないとして反対した。さりとて解散しても良い選挙結果になる見通しはなかったので、陸相ローンは上記の妥協案で妥協する決意をし、9月17日の衆議院本会議でそれを発表した結果、衆議院も融和的な空気になった。しかし同日の国王臨席の閣議において閣僚たちが次々と妥協案に賛成する中、ヴィルヘルムは「3年兵役制が拒否されるのであれば退位する」旨を宣言した。この脅迫に閣議の空気はすっかり変わり、ハイトとベルンシュトルフをのぞく全閣僚がヴィルヘルムの無予算統治路線を無条件で支持する旨を表明した。ローンは翌18日に前日の妥協案を飲む旨の発言を撤回し、それに激怒した衆議院は再び政府と徹底抗戦の構えを見せ、妥協案を圧倒的多数で否決した。
これに対して弟カール王子や侍従武官長グスタフ・フォン・アルヴェンスレーベン中将、軍事内局局長エドヴィン・フォン・マントイフェル中将らは衆議院に対する軍事クーデタを起こすべきことを上奏した。一方内閣指導者ハイトはなおも兵役2年で妥協するよう進言し続けた。ヴィルヘルムにはクーデタの意思も妥協の意思もなく退位の準備を開始した。しかし皇太子フリードリヒは父の退位を諌止していた。9月19日の閣議も内閣は分裂状態であったが「国王の退位は王権の継続的弱体化を招く」としてヴィルヘルムの退位を諌止することでは一致した。この閣議の後にハイトは無予算統治を行おうとする内閣には所属できないとして辞表を提出したのでヴィルヘルムは辞職を許可し、内閣は指導者を失って事実上崩壊した。

### ビスマルクを首相に任じる

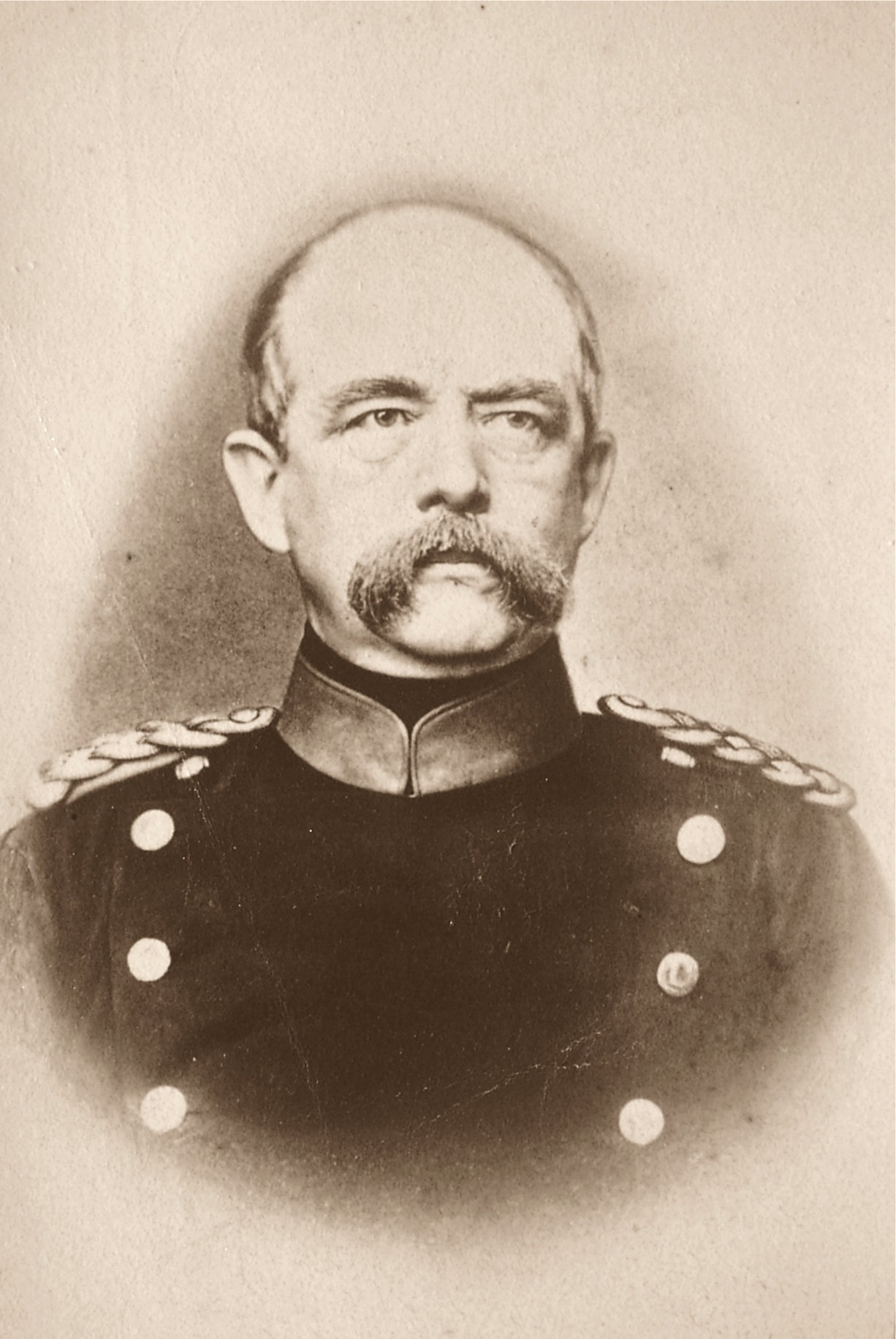
首相オットー・フォン・ビスマルク

この危機的状況を前に陸相ローンは、独断で次の首相候補として駐パリ大使ビスマルクをベルリンに召喚した。ヴィルヘルムとビスマルクは9月22日にバーベルスベルク離宮で会見した。ヴィルヘルムは軍制改革を断行する勇気のある大臣が現れないのであれば、退位する旨をビスマルクに伝えたが、ビスマルクは自分は王権に尽くす忠臣であり、軍制改革を断行し、議会が承認しないなら無予算統治を行う覚悟であることを表明した。これを受けてヴィルヘルム1世は「それならば貴下とともに戦うのが私の義務である。私は退位しない。」と述べ、退位の意思を撤回し、ビスマルクを首相に任命した。王妃アウグスタはビスマルクを嫌っていたが、ヴィルヘルムは9月23日の彼女への手紙の中で「軍隊再編を取り消そうとする衆議院は軍と国に破滅を命じているに等しい。そういう鉄面皮に対抗するために同じ鉄面皮を登用することを私は躊躇わないし、躊躇ってはならないのだ」とその心境を表明している。
首相となったビスマルクは9月30日の衆議院予算委員会で鉄血演説を行ってドイツ統一のためには軍備拡張が必要であることを語り、進歩党のドイツ・ナショナリズムを高めて政府の軍制改革を支持させようとしたが、失敗し、逆にビスマルク批判が高まった。この演説があった際、ヴィルヘルムは家族を伴ってバーデンの温泉地で保養中だった。王妃アウグスタや娘婿のバーデン大公がビスマルク批判をヴィルヘルムに聞かせたが、ヴィルヘルムは首相任免権への介入をきっぱりと拒否したという（ただしビスマルクの回顧録には全く別なことが書かれている）。
結局ヴィルヘルム1世とビスマルクは1866年の普墺戦争勝利に至るまでの4年にわたって無予算統治を行い、軍制改革を強行した。これにより無予算統治を憲法違反と批判する自由主義者と無予算統治を空隙説で正当化する政府との間に憲法闘争が巻き起こった。
ビスマルクはこの憲法闘争を小ドイツ主義統一を推し進めることによって解決を図り、最終的に1866年の普墺戦争中に行われた衆議院総選挙で保守派が圧勝したことにより、事後承認法（免責法とも訳される）が決議されて1862年以来の無予算統治がすべて免責されて終結している。

### ドイツ諸侯会議出席問題
1863年8月3日、オーストリア・ガスタインで静養中だったヴィルヘルムはオーストリア皇帝フランツ・ヨーゼフ1世からフランクフルトで行うドイツ諸侯会議への出席を要請された。この頃オーストリアは大ドイツ主義的なドイツ連邦改革案を提起しており、会議はそれについて話し合うためであった。ビスマルクの頭越しに君主間で申し入れられた要請だった。ビスマルクはこの会議への出席に反対の意を示し、ヴィルヘルムに欠席するよう激しい圧力をかけた。
オーストリア皇帝は予定通り8月17日から諸侯会議を開催し、その会議でヴィルヘルムに出席を要請する決議を採択した。ヴィルヘルムと親しい関係にあったザクセン王ヨハンがこの要請をバーデン＝バーデン滞在中のヴィルヘルムのもとへ届けにきた。ヴィルヘルムとしても立場を明確にする必要に迫られ、ビスマルクに「25名の統治者が集まっているのに、1人の国王だけが急使として訪れるのは問題がある」と述べて出席する意思を示した。しかしビスマルクはなおも反対し、辞職を脅しに使ってヴィルヘルム1世の説得にあたった。この際の論争はかなり激しい物であったらしく、ヴィルヘルム1世は興奮のあまりむせび泣きし、ビスマルクも国王の部屋を退出した後、自室で洗面器を粉々にしてストレス発散したという。
しかし結局ヴィルヘルム1世が折れた。「問題となる連邦体制の変革について、またその変革とプロイセンの力に見合った正当な地位および国民の正当な利益について詳細な検討が加えられた時に初めて（出席の）決意を固めることができます。私は私の国とドイツの大義に対して私が負う責任ゆえに、そのような検討が加えられる以前に私を拘束するような言明を連邦諸侯に与えることはできません」として出席を拒否した。そしてその後、ビスマルクはドイツ議会の設置要求を盾にオーストリアの大ドイツ主義的連邦改革案を撤回させることに成功した。

### 対デンマーク戦争

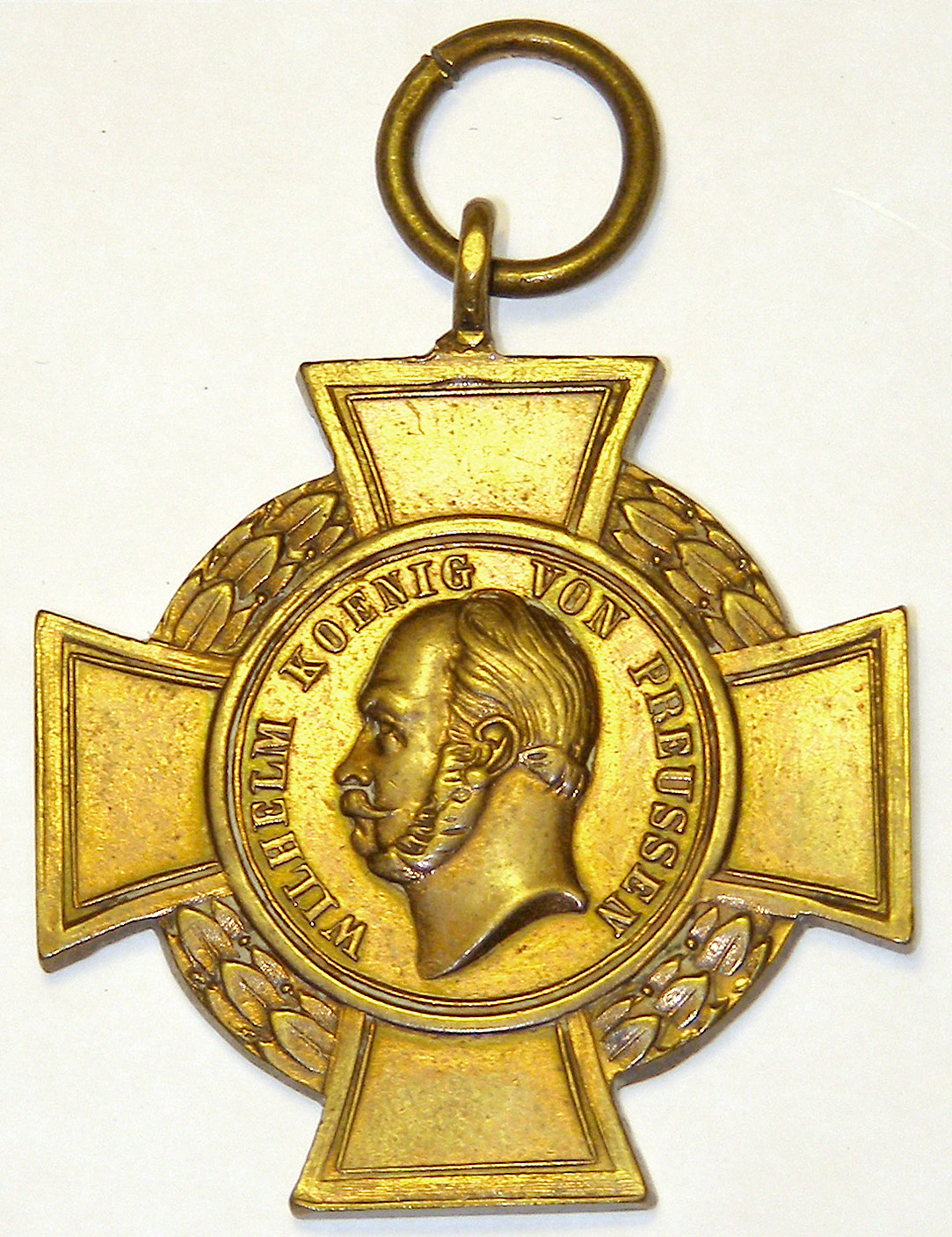
アルゼン島上陸作戦の戦功に対して授与されるアルゼン十字章(de)。ヴィルヘルム1世の横顔が刻まれている

北ドイツのシュレースヴィヒ公国、ホルシュタイン公国、ラウエンブルク公国の三公国はデンマーク王が同君連合で統治していたが、住民の大多数がドイツ系であるためデンマークからの独立運動が発生していた。デンマーク側も第一次シュレースヴィヒ＝ホルシュタイン戦争の時に結ばれたロンドン議定書に違反してシュレースヴィヒ公国の併合を企図していた。1863年11月にクリスチャン9世がデンマーク王に即位すると、これを認めないアウグステンブルク公フリードリヒが三公国の継承権を求めて蜂起し、三公国やドイツ諸邦のドイツ・ナショナリズムの支持を獲得するに至った。
高まるドイツ・ナショナリズムを背景に王妃アウグスタ、フリードリヒ皇太子夫妻、シュライニッツ宮内大臣、ゴルツ、ベルンシュトルフなど宮廷自由主義派の活動が再び盛んになった。彼らはアウグステンブルク公を支持して中小邦国の運動の先頭に立つことでドイツ連邦内におけるプロイセンの覇権を確固たるものとすべきと主張していた。ヴィルヘルムもそれに影響を受けた。またアウグステンブルク公がプロイセン軍将校であった事もヴィルヘルムが彼に好感を寄せる要素だった。
一方ビスマルクはアウグステンブルク公の独立公国を認めれば反プロイセン的自由主義邦国が一つ増えることになるだろうと考えていたので、この地をプロイセンに併合したがっていた。しかしそれは国際的にも国内的にも支持を得られないのは明らかだったので、さしあたってデンマークにロンドン議定書を守らせる（＝シュレースヴィヒ公国の独立を維持したうえでデンマーク王の同君連合状態）という立場を取った。この問題はヴィルヘルム1世が政治路線をはっきり示した珍しいケースであったが、結局ビスマルクに「列強と対立しないためにはロンドン議定書を守らねばならない」と説得された。
ロンドン議定書の署名国である普墺両国はデンマークにロンドン議定書を守らせるべく、1864年2月より第二次シュレースヴィヒ＝ホルシュタイン戦争を開始した。ヴィルヘルムは自らが軍制改革で育て上げたプロイセン軍がデュッペル防塁攻略とアルゼン島上陸に戦果をあげたことを大いに喜んだ。
戦争は同年8月までに普墺連合軍の勝利に終わった。戦争の経緯の中でロンドン議定書はいつの間にか破棄され、三公国は普墺両国が共同で統治されることになった。1865年8月には普墺両国の間でガスタイン条約が締結され、シュレースヴィヒをプロイセン、ホルシュタインをオーストリアが管理し、またラウエンブルクのオーストリアの権利はプロイセンに売却されることになった。このラウエンブルク獲得の功績で1865年9月15日にヴィルヘルムはビスマルクに伯爵位を与えている。

### 普墺戦争

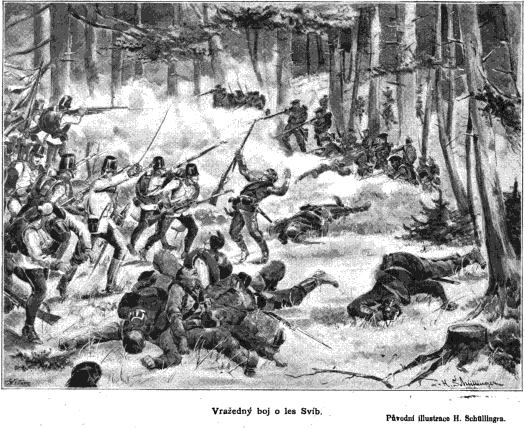
ケーニヒグレーツの戦い

シュレースヴィヒとホルシュタインの支配権をめぐってプロイセンとオーストリアの対立は深まった。ヴィルヘルムはイギリス女王ヴィクトリアに仲裁を頼むなどオーストリアとの和解を希望していたが、ビスマルクにその意思はなかった。またビスマルクと同様にヴィルヘルムもシュレースヴィヒとホルシュタインの併合を断念する意思はなく、それが是認された上での和解を考えていたので、英国女王ヴィクトリアがこの併合を侵略と看做していた以上、ヴィルヘルム1世の希望通りの和解が成立する見込みはなかった。
ビスマルクが1865年2月に発した「2月宣言(Februarbedingungen)」（形式的にアウグステンブルク公独立公国を認めつつ、プロイセンの強い軍事的影響下に置く内容）をオーストリアが拒否した事件をきっかけにヴィルヘルムもオーストリアへの不快感を強め、親墺派のマントイフェルの上奏を退ける形で、5月29日の御前会議において両公国の併合は国民が求めていることであると宣言した。
さらに両公国に対する彼の主権がオーストリアによって妨害されているというビスマルクの言を信じて、1866年6月9日にプロイセン軍をホルシュタインへ進駐させた。これによりオーストリア・バイエルンの主導でドイツ連邦軍を動員する決議がなされ、ビスマルクはプロイセンをドイツ連邦から脱退させた。それがきっかけとなって普墺戦争が勃発した。
戦況はケーニヒグレーツの戦いにプロイセン軍が勝利したことでプロイセン優位に傾いた。ヴィルヘルム1世は開戦前はオーストリアとの戦争に慎重だったが、ケーニヒグレーツの勝利に舞い上がって将校たちと同じようにウィーン入城を希望するようになっていた。しかしフランス皇帝ナポレオン3世が講和交渉を斡旋すると介入してきたためプロイセンも講和に入る必要に迫られた。その講和をめぐってヴィルヘルム1世とビスマルクは7月22日からニコルスブルクの大本営において鋭く対立した。
オーストリアはナポレオン3世を介して自国と最もオーストリアに忠実に戦ったザクセン王国の領土保全を休戦協定の条件として提示していた。しかしヴィルヘルム1世はザクセンがこの戦争の「主犯」と考えており、オーストリアとザクセンの領土を削減したがっていた。一方ビスマルクはオーストリアを将来にわたるまで敵としないため、オーストリアの要求を飲み、この二国の領土には手出しすべきではないと主張した。代わりにフランスが併合を許可していたザクセンを除く北ドイツ敵国を併合（王家廃絶）すべきと主張した。しかしヴィルヘルム1世は正統主義の立場から君主家の廃絶を嫌がり、また「主犯格」が「無罪放免」にされてハノーファーやヘッセン選帝侯国だけが併合されることに納得しなかった。これに対してビスマルクはオーストリアが納得できる条件でなければ第三国の介入なしには戦争を終結させられなくなると反論した。
この論争も激しかったらしく、皇太子フリードリヒによるとヴィルヘルム1世の部屋を退去したビスマルクはヴィルヘルム1世から受けた言葉に傷付いて皇太子の前で泣きだし、再びヴィルヘルム1世のもとへ参内することを恐れていたという。皇太子もこの問題についてはビスマルクと同意見だったので、ビスマルクを慰めて二人でヴィルヘルム1世のもとへ参内して説得にあたった結果、ようやく7月24日にヴィルヘルム1世が折れたという。7月26日にニコルスブルク仮条約が締結され、8月23日にプラハ本条約が締結され、普墺戦争は終結した。
それでも不満が残っていたヴィルヘルム1世はビスマルクの建白書の欄外に「軍隊と国家が期待して当然の物―つまりオーストリアからの莫大な賠償金と我々の主目的を危うくしない満足のいく新たな領土ーを敗者から獲得できないなら、勝者はウィーンの市門の前で熟していないリンゴをかじり、その審判を後世に委ねなければならない」と書きこんでいる。

### 北ドイツ連邦主席

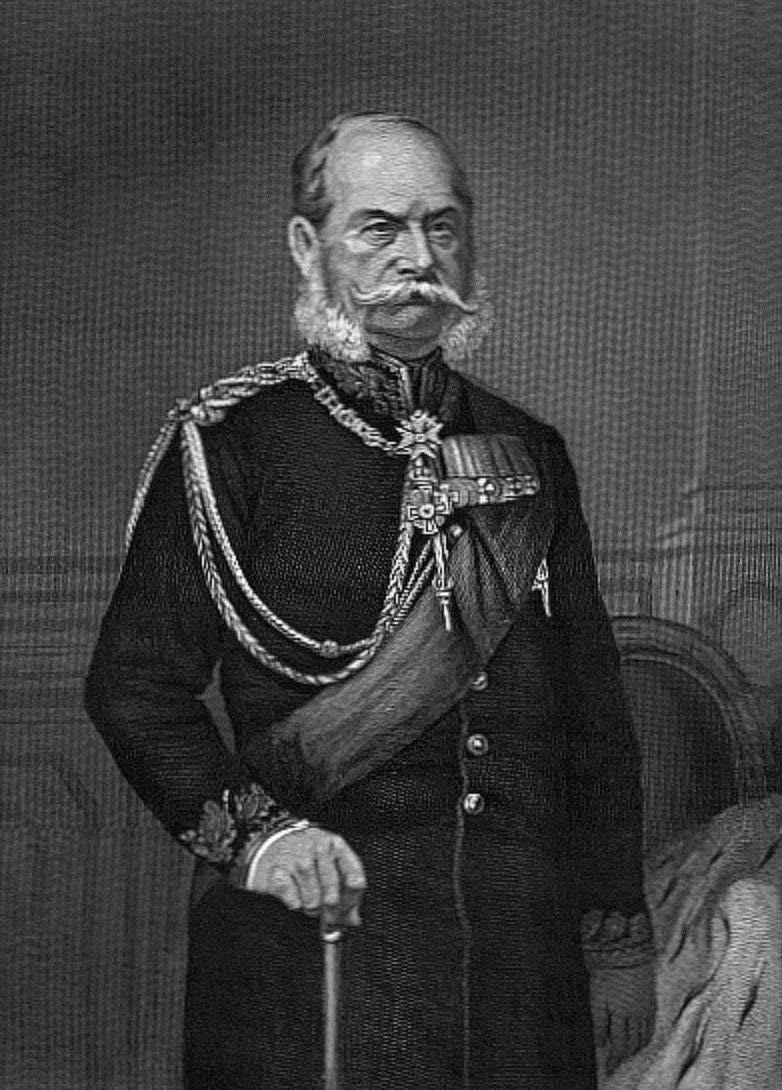
1870年頃の北ドイツ連邦主席ヴィルヘルム1世

普墺戦争の勝利によりオーストリアが連邦議会議長国を務めていたドイツ連邦は解体され、1867年7月にプロイセン国王が連邦主席(Bundespräsidium)を兼務する北ドイツ連邦が樹立された。この時からすでに連邦のトップは皇帝(Kaiser)にするべきという意見があったが、フランスとバイエルンへの配慮からビスマルクは連邦主席という無難な名前にした。
しかし連邦主席の権力は強大であった。北ドイツ連邦憲法によれば連邦主席は北ドイツ連邦軍の統帥権を有し、プロイセンの軍事立法はすべての連邦加盟国にも適用されると定められていた。連邦に軍事に関する省庁は設置されず、プロイセンの軍事機関が北ドイツ連邦軍を支配下に置いていた。連邦の陸軍省が存在しないゆえに連邦主席の統帥権はプロイセン王としてのそれより強大であった。また連邦主席は公共の安全が脅かされていると判断した時は戒厳令を発する権限を有した。
この際にヴィルヘルム1世は憎き市民的なラントヴェーアを正規軍に従属する後備軍に編成替えし、軍隊から民主的な要素を消し去ることに成功した。

### スペイン王位継承問題
1868年9月にスペイン女王イザベル2世がフアン・プリム将軍らスペイン軍部のクーデタにより王位を追われ、プリム将軍らは次のスペイン王の選定を開始した。ホーエンツォレルン家の分家であるジグマリンゲン家のカール・アントン侯（「新時代」期のプロイセン首相）の息子レオポルトが候補者として浮上した。
他のスペイン王候補がダメになり、1870年2月26日にスペイン枢密顧問官エウセビオ・デ・サラザール(Eusebio de Salazar)がレオポルトのスペイン王立候補を要請するカール・アントン侯宛ての公的・秘密裏の手紙をもって訪普したことでレオポルトのスペイン王即位の話がいよいよ現実課題になった。
ヴィルヘルム1世は慎重だったが、ビスマルクは彼にハプスブルク家のスペイン国王カール5世のことを思い起こさせ、もしホーエンツォレルン家がスペイン王冠を継げば、ホーエンツォレルン家はハプスブルク家に匹敵する高い世俗的地位を得ると述べて説得にあたった。ヴィルヘルム1世はなおもしばらく反対し続けたが、結局5月24日になってホーエンツォレルン家の者が他国の王位を継ぐことになったとしても止めないとビスマルクに言明を与えるに至った。6月半ばにはレオポルトも立候補を決意し、ヴィルヘルムはそれに承諾を与えた。
しかし対プロイセン強硬派のフランス外相アジェノール・ド・グラモン伯爵はこれに強く反発し、7月6日のフランス下院でその件についての演説を行い、いかなる手段を持ってもこれを阻止することを宣言した。
ヴィルヘルムはフランスの強硬姿勢を危惧したが、国王である自分が他国の顔色をうかがうためにレオポルトに立候補を辞めるよう命じるのは王としてのプライドが許さず、レオポルト自らが立候補を辞退することを希望した。ビスマルクに独断でジグマリンゲンに使者を送り、その旨をカール・アントン侯に伝えた。これを受けて7月12日にカール・アントン侯はレオポルトが立候補を断念した旨を発表し、ヴィルヘルムはそれに承諾を与えた。

### エムス電報事件

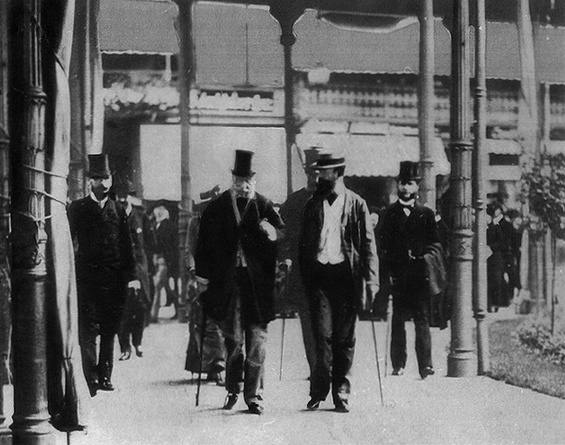
1870年7月13日、バート・エムスの散歩道。ヴィルヘルム（左）と駐独フランス大使ヴァンサン・ベネデッティ伯爵（右）。普仏戦争の原因となるエムス電報事件のきっかけとなった会談の様子。

ヴィルヘルムはこれで危機は収束すると思っていたが、フランス国内はそれだけでは満足しなかった。ナポレオン3世もヴィルヘルム本人からレオポルトのスペイン王立候補への反対、また将来にわたっても立候補をさせないという言質を取らねばならないと考えて、駐プロイセン・フランス大使ヴァンサン・ベネデッティ伯爵をヴィルヘルム1世が保養中だったバート・エムスへ派遣した。
ベネデッティは7月13日朝、バート・エムスの散歩道を歩くヴィルヘルム1世に随伴して会談を行い、レオポルト立候補中止を明確に宣言すること、レオポルト立候補に承諾を与えた行為はフランス国民の利益と名誉を害しようという意図で行ったものではなかったと宣言すること、再びレオポルトが立候補する場合には反対すると明言することを求めた。ヴィルヘルム1世は「すでにカール・アントン侯が彼の息子が立候補を断念したことを確認している。私は以前に彼の立候補を承諾した時と同じ意味、同じ規模でそれを承諾する」とだけ述べて、フランスに何か弁解的な宣言を出すことは拒否した。そして後に侍従を通して現時点の情報でベネデッティに言う事はないとしてこれ以上の引見は拒否した。
そしてこの経緯を電報でビスマルクに伝えさせ、それを公表すべきか否か、公表する場合どのように公表するかの判断を彼に一任した。ビスマルクは「フランス大使はエムスで陛下に対してホーエンツォレルン家が改めてスペイン王に立候補する場合、将来にわたって二度とそれを承諾しないと宣言することを求めた。その後陛下はフランス大使を引見されることを拒否され、侍従を通してこれ以上何も言う事はないとフランス大使に伝えられた。」と発表した。「これ以上何も言う事はない」の意味を簡略化して伝えることで「交渉の余地はない」という意味かのようにすり替えていた。
ビスマルクの発表した電報をみたヴィルヘルム1世は「これでは戦争になるぞ」と叫んだという。

### 普仏戦争

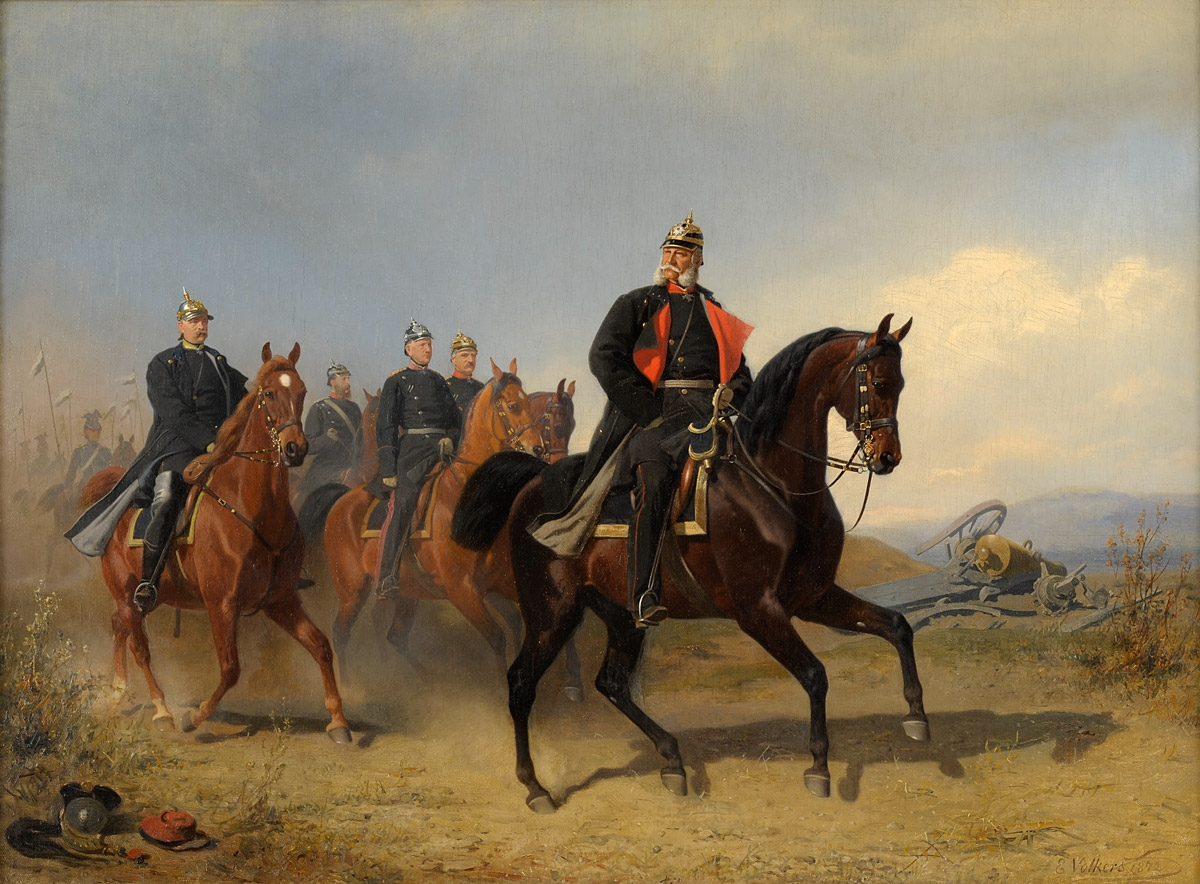
首相ビスマルク、参謀総長モルトケ、陸軍大臣ローンらを引き連れて前線視察するヴィルヘルム1世

メキシコ出兵の失敗でそれでなくとも政治基盤が不安定になっていたナポレオン3世とその政府はこのような電報を発表されては宣戦布告以外に政治的に延命できる可能性はなかった。フランスは7月14日にも動員に入り、7月19日にはプロイセンに宣戦布告した。普段反プロイセン的な南ドイツ諸邦国でドイツ・ナショナリズムが爆発し、プロイセンを支持する世論が圧倒的となり、普墺戦争後にプロイセンと結んだ攻守同盟に基づいてプロイセン王の指揮下に軍を送ってきた。フランスを「横暴な要求を行って一方的に宣戦布告してきた者」に仕立て上げることで国際的な批判をフランスへ向かわせ、ドイツ・ナショナリズムを爆発させて南ドイツ諸邦国をプロイセンに取り込んで小ドイツ主義統一を行うというビスマルクの思惑通りの展開となった。
7月31日にヴィルヘルム1世はビスマルクを伴ってマインツの大本営に入り、そこから全ドイツ軍の指揮をとった。フランス側は北ドイツ連邦軍と南ドイツ諸邦国軍の分裂状態を内心期待していたが、無駄であった。ドイツ各邦国軍はドイツ・ナショナリズムによってヴィルヘルム1世の指揮下にしっかりと結合されていた。
8月11日にはじめてフランス領へ入ったヴィルヘルム1世は「私は兵士に対して戦争を行っているのであり、フランス市民に対してではない」と宣言した。戦闘は激戦続きながらドイツ軍優位に進み、9月1日のセダンの戦いの勝利でナポレオン3世と8万7000のフランス将兵を捕虜にした。9月2日朝にまずビスマルクがナポレオン3世と会談した後、ナポレオン3世は馬車でヴィルヘルム1世の下へ移送された。ヴィルヘルム1世はナポレオン3世の憔悴した姿に同情し、幽閉の扱いながらカッセル近くのヴィルヘルムスヘーエ城を与え、身の回りの世話をする侍従たちをそのまま連れていくことを許した。ヴィルヘルム1世の温情のおかげでナポレオン3世は捕囚になっている間も快適に過ごすことができ、病気だった身体も健康を取り戻した。
ナポレオン3世が捕虜になったことでパリで革命が発生してフランス第二帝政は崩壊し、共和政の臨時政府が誕生した。フランス臨時政府はビスマルクの要求したアルザス＝ロレーヌ地方の割譲を拒否したため、ナポレオン3世が捕虜となった後も戦争は続行され、ドイツ軍は9月19日にはパリを包囲した。ヴェルサイユに大本営が移され、ここでビスマルクはドイツ各邦国代表と戦後のドイツ統一に向けた交渉を行ったが、バイエルン王国には大きな自治権を認めざるをえなかった。軍事に一家言あるヴィルヘルム1世は、バイエルン軍への彼の指揮権が平時には査閲権に落ちることに最も反発していたが、結局しぶしぶ認めた。またこの交渉で新たな国名は「連邦」ではなく「ドイツ帝国(Deutsches Reich)」、またその盟主は「連邦主席(Bundespräsidium)」ではなく「ドイツ皇帝(Deutscher Kaiser)」とすることが決まった。皇帝即位宣言は出征軍統領選出制度などの先例に倣って敵地のヴェルサイユ宮殿で行われることとなった。
- 1870年7月31日、マインツの大本営へ向けて出発するヴィルヘルム1世にエールを贈るベルリン市民を描いた絵画（アドルフ・メンツェル)画）
- セダンの戦い勝利後。捕虜になったフランス皇帝ナポレオン3世と会見するヴィルヘルム1世を描いた絵（ジョージ・シュレーゲル（英語版）画）
- ヴェルサイユに置かれたドイツ軍司令部を描いた絵。中央左に座っているのがヴィルヘルム1世。テーブルを囲う順に右隣から王太子フリードリヒ、首相ビスマルク、陸相ローン、参謀総長モルトケ（アントン・フォン・ヴェルナー画）

### ドイツ皇帝即位

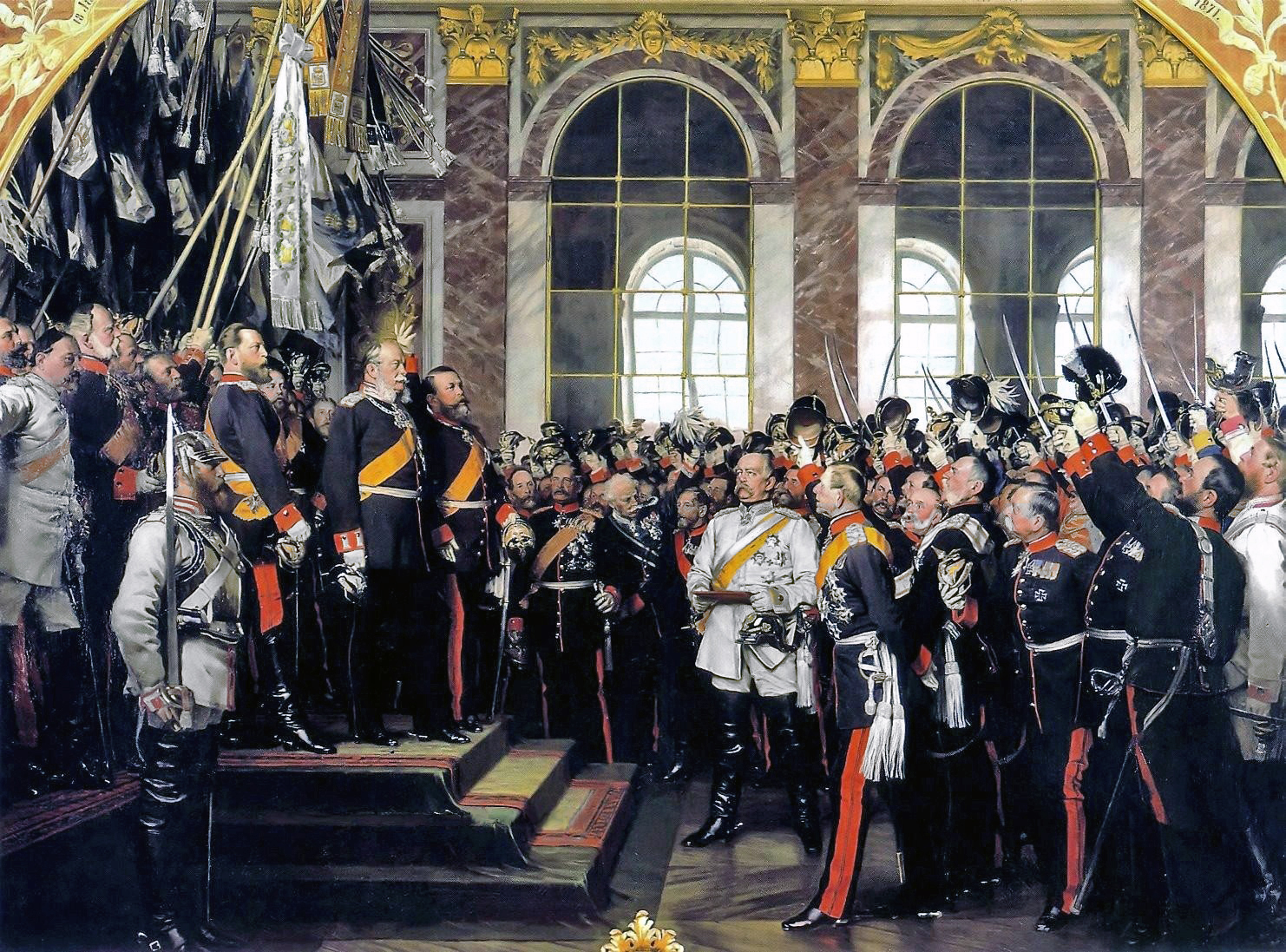
『ドイツ帝国の成立』（アントン・フォン・ヴェルナー画）

1871年1月18日にヴェルサイユ宮殿鏡の間で諸侯や軍人たちが集まる中、ヴィルヘルム1世はドイツ皇帝に即位した。
しかしそもそもヴィルヘルム1世は皇帝位につくことを嫌がっていた。プロイセンがドイツに吸収されると恐れていたためである。彼は1870年9月にドイツの帝冠を「汚冠」と表現し、そのような物を「栄光あるプロイセン王冠」と交換するつもりはないことを明言した。またもし皇帝位を受けるとしても1849年の時のようにドイツ帝国議会の選出によって帝冠を受けたくなかった。王権神授説の信条から帝冠は王侯たちから推戴されて受けることを希望していた。この点についてはビスマルクも異論はなかった（ビスマルクの場合は王権神授説への拘りというより帝国議会の力が巨大化することを恐れたからであったが）。
ビスマルクはバイエルン王国と交渉を進め、バイエルン国王ルートヴィヒ2世が推戴者になるよう取り計らった。これについてヴィルヘルム1世は正統性の形式が保たれることを喜んだ。それでも皇帝即位に慎重なヴィルヘルム1世に圧力をかけるべく、ビスマルクは北ドイツ連邦帝国議会に称号問題を諮り、首相代理にバイエルン王の書簡を読み上げさせた。議会は議員30人を使者にしてヴェルサイユへ派遣し、ドイツ皇帝の冠を受けるようヴィルヘルム1世に要請した。あらゆる方面から皇帝即位を望まれる形となったヴィルヘルム1世もついに皇帝に即位することを承諾した。
しかし皇帝即位の前日になってヴィルヘルム1世は皇帝の正式名称について「ドイツ皇帝(Deutscher Kaiser)」ではなく、「ドイツラントの皇帝(Kaiser von Deutschland)」とすることを望んだ。ドイツという修飾語がプロイセンを吸収しているように感じたためであった。
だが今更変更するわけにもいかず、ビスマルクやバーデン大公フリードリヒ1世がヴィルヘルム1世の説得にあたったが、ヴィルヘルム1世は泣きながら「明日は我が生涯でもっとも不幸な日だ。プロイセン王国を墓に葬るのだから」「そんなことはフリッツ（王太子フリードリヒ）にやらせろ。彼なら誠心誠意その役職をやり遂げるだろう。私はごめんだ。私はプロイセンに留まる」と述べて退位さえ口にした。しかし鏡の間で皇帝即位式が行われることはすでに宮内大臣から布告が出されており、ヴィルヘルム1世の義務心の強さを知っているビスマルクはどのような形になったとしてもヴィルヘルム1世が欠席することはないだろうと確信していたので皇帝称号問題はドイツ諸侯を代表して祝辞を述べる予定のバーデン大公に任せてそれ以上こだわらなかった。
結局、ヴィルヘルム1世は皇帝即位式に出席した。なお即位式にあたって鏡の間に玉座を取り付ける計画があったが、他のドイツ諸侯に配慮するヴィルヘルム1世がこれを禁じた。また即位式の際にも他のドイツ諸侯たちを自分と一緒に壇上に上げて君主は同格であることを示す配慮をしている。ビスマルクが臣下を代表してドイツ帝国成立の布告を発し、それ以外の群臣は武器をかざして万歳と叫んだ。
しかしこの時ヴィルヘルム1世は皇帝称号問題でビスマルクに強い怒りを抱き続けていた。そのため、壇上を降りる際、先頭に立つビスマルクを無視するように通り過ぎてその後ろに並ぶ軍人たちとだけ握手した。その後もビスマルクには一言も声をかけなかった。
ビスマルクによればヴィルヘルム1世のビスマルクを冷たく無視する態度はこの後も数日続いたというが、やがていつも通りの関係に戻ったという。

### 皇帝として

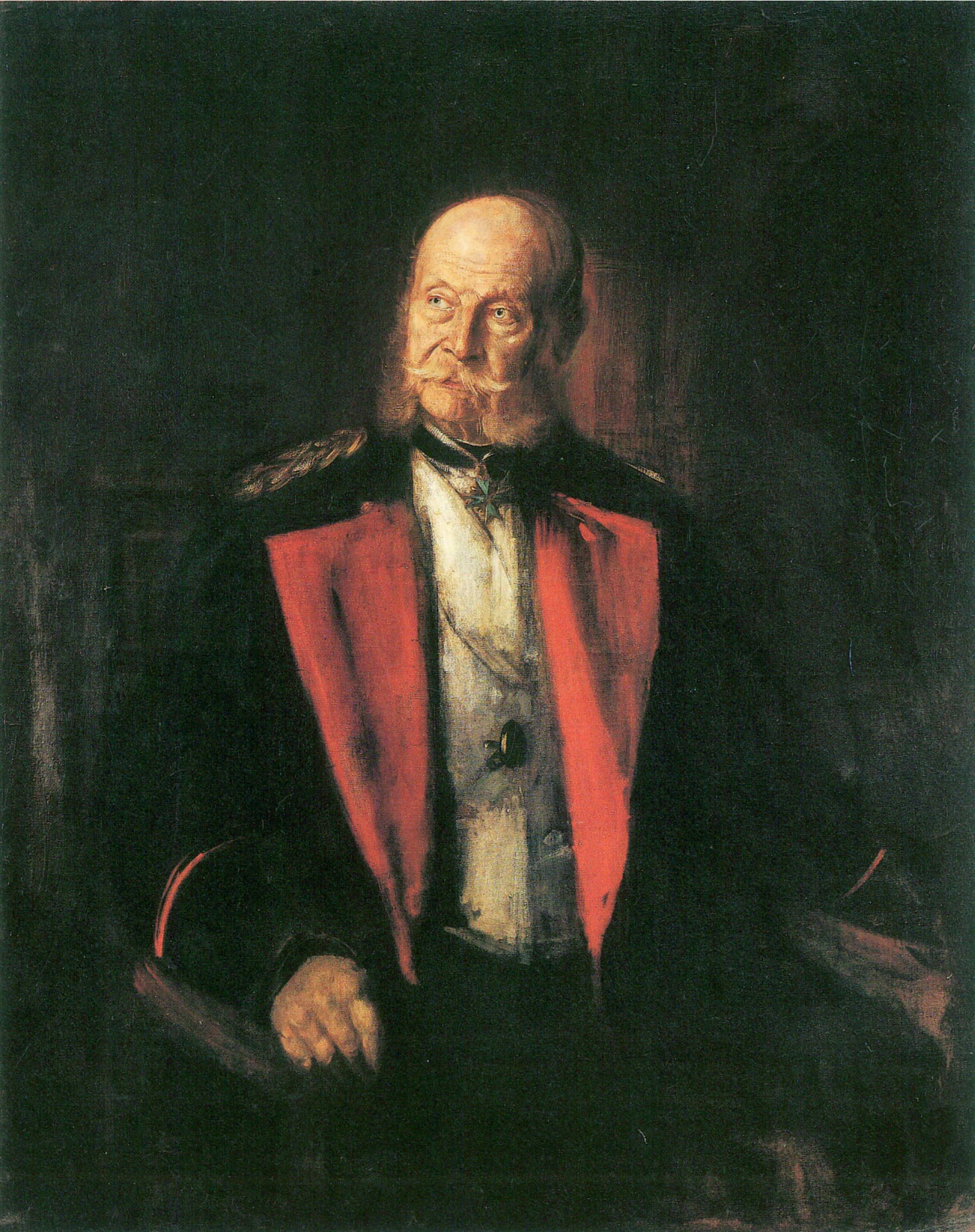
晩年のヴィルヘルム1世の肖像画（フランツ・フォン・レンバッハ画）

ドイツ統一を成し遂げたヴィルヘルム1世の人気は不動のものとなり、民族的英雄バルバロッサ（赤髭王）になぞらえて「バルバブランツァ」（Barbablanca：白髭王）と呼ばれるほどだった。そのためヴィルヘルム1世治下のドイツ帝国において皇帝詔勅は非常に大きな影響力があった。帝国議会の議員たちの行動にも大きな影響を及ぼしたため、自由主義派は皇帝詔勅を「公然たる挑戦」「専制君主の後ろに隠れる首相」と批判するなど非常に恐れていた。
1871年3月にビスマルクに褒賞として侯爵位とラウエンブルクに莫大な所領を与えた。モルトケには普仏戦争中に戦功により伯爵位を与えており、1871年6月に元帥位を贈った。
プロイセン王は「プロイセン領邦教会首長」でもあるが、ヴィルヘルム1世はこれを自由主義思想がプロテスタント教会に入りこんでこないよう守るための地位と心得ていた。文化闘争については、それがカトリックへの改革・弾圧に留まる限り理解を示したが、プロテスタントにも影響する場合は許さず、文化闘争の指揮を執った文相アダルベルト・ファルクはヴィルヘルム1世の説得に苦労した。
強制加入の社会保険制度の創出をはじめとしたビスマルクの社会政策については否定的だった。特にビスマルクが「社会政策によって労働者とドイツ社会主義労働者党を切り離すことに成功した場合には社会主義者鎮圧法は廃止されることもあり得る」という見解を示すと、ヴィルヘルム1世はそれに強く反対し、自分への暗殺未遂事件（詳しくは後述）や甥のロシア皇帝アレクサンドル2世、アメリカ大統領ジェームズ・ガーフィールドの暗殺事件を引き合いに出して社会主義者鎮圧法は必ず維持するよう命じた。なお社会保険制度についてはヴィルヘルム1世はまったく関心を持っていなかった。
ヴィルヘルム1世は息子である皇太子フリードリヒと皇太子妃ヴィクトリアの自由主義者ぶりを警戒し、しばしば彼らの長男ヴィルヘルム皇子（後のヴィルヘルム2世）の教育に干渉した。ヴィルヘルム皇子は近衛将校団に囲まれて保守的に育っており、ヴィルヘルム1世としても期待するところが大であった。
- 1879年、パーティーの席上でのヴィルヘルム1世を描いた絵画（アドルフ・メンツェル画）
- 1884年6月1日、帝国議会議事堂の起工式に出席するヴィルヘルム1世
- 1882年6月4日、ドイツ皇室四代。皇曾孫ヴィルヘルムを抱くヴィルヘルム1世（中央）。皇太子フリードリヒ（左）、皇孫ヴィルヘルム（右）とともに

### 暗殺未遂事件と社会主義者鎮圧法

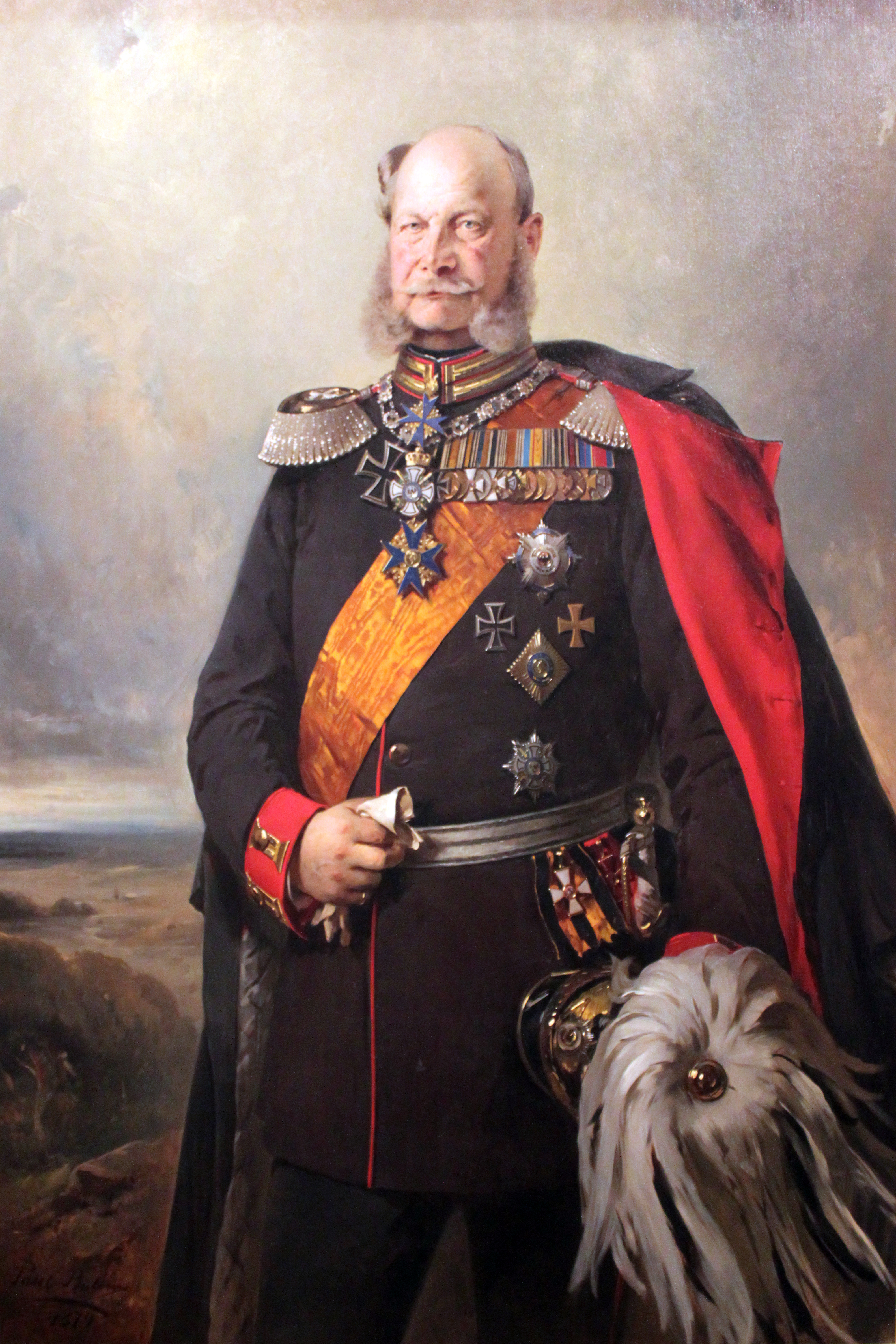
1879年のヴィルヘルム1世を描いた肖像画

1878年に2度ヴィルヘルム1世の暗殺未遂事件が発生し、ビスマルクによって社会主義者鎮圧法制定に利用された。
最初の暗殺未遂事件は1878年5月11日に発生した。ヴィルヘルム1世が娘のルイーゼ（バーデン大公妃）とともにオープンカーでウンター・デン・リンデン通りを通過中に21歳のブリキ職人マックス・ヘーデル(de)が2発発砲したが、誰にも当たらなかった。そもそも本当に皇帝を狙ったのかさえ不明で少なくともヴィルヘルム1世やルイーゼはそういう印象は受けなかったという。このヘーデルはかつてドイツ社会主義労働者党の党員だった。ビスマルクはこの犯人を社会主義労働者党に結び付けて、社会主義者弾圧に利用することとし、事件直後に社会主義者鎮圧法案を帝国議会に提案したが、議会多数派の国民自由党が例外法に反対するのを原則としていたため、5月21日に法案は否決された。
二度目の暗殺未遂事件は6月2日に発生した。ヴィルヘルム1世がウンター・デン・リンデン通りを馬車で散策していると統計事務所で働くカール・エドゥアルト・ノビリング博士(de)が鹿狩り用の散弾銃を皇帝に向けて発射し、命中させた。皇帝の出血は激しく、すぐに宮殿へと運ばれた。その後皇帝は数日間危篤状態になっていたが、なんとか蘇生して5か月の入院生活を送った。犯人のノビリングは逮捕される直前に自分の頭に銃を撃ち込んだ。即死はしなかったが、取り調べ不可能な状態になり、9月にはこの傷がもとで獄中死した。特定の政治思想に熱を入れていた様子もなく、売名欲の模倣犯ではないかと言われた。
ビスマルクはこの二度目の皇帝暗殺未遂事件の報告を受けると「それなら帝国議会は解散だ」と宣言し、その後になって皇帝の容体を気にしたという。皇太子フリードリヒは訪英中だったが、事件を聞いて急遽帰国した。ビスマルクは議会の解散に反対するフリードリヒを摂政に就任させないために1857年の時のように「国王代理」に任ずる旨の勅書を出させた。フリードリヒには不満があったが、結局「国王代理」を引き受けている。
御用新聞が二人の暗殺犯を社会主義運動に結び付けて、社会主義への恐怖を煽った結果、解散選挙は保守政党が勝利した。選挙後、保守政党と「帝国の敵」のレッテル貼りを恐れた国民自由党の賛成で社会主義者鎮圧法が可決されるに至った。

### 崩御

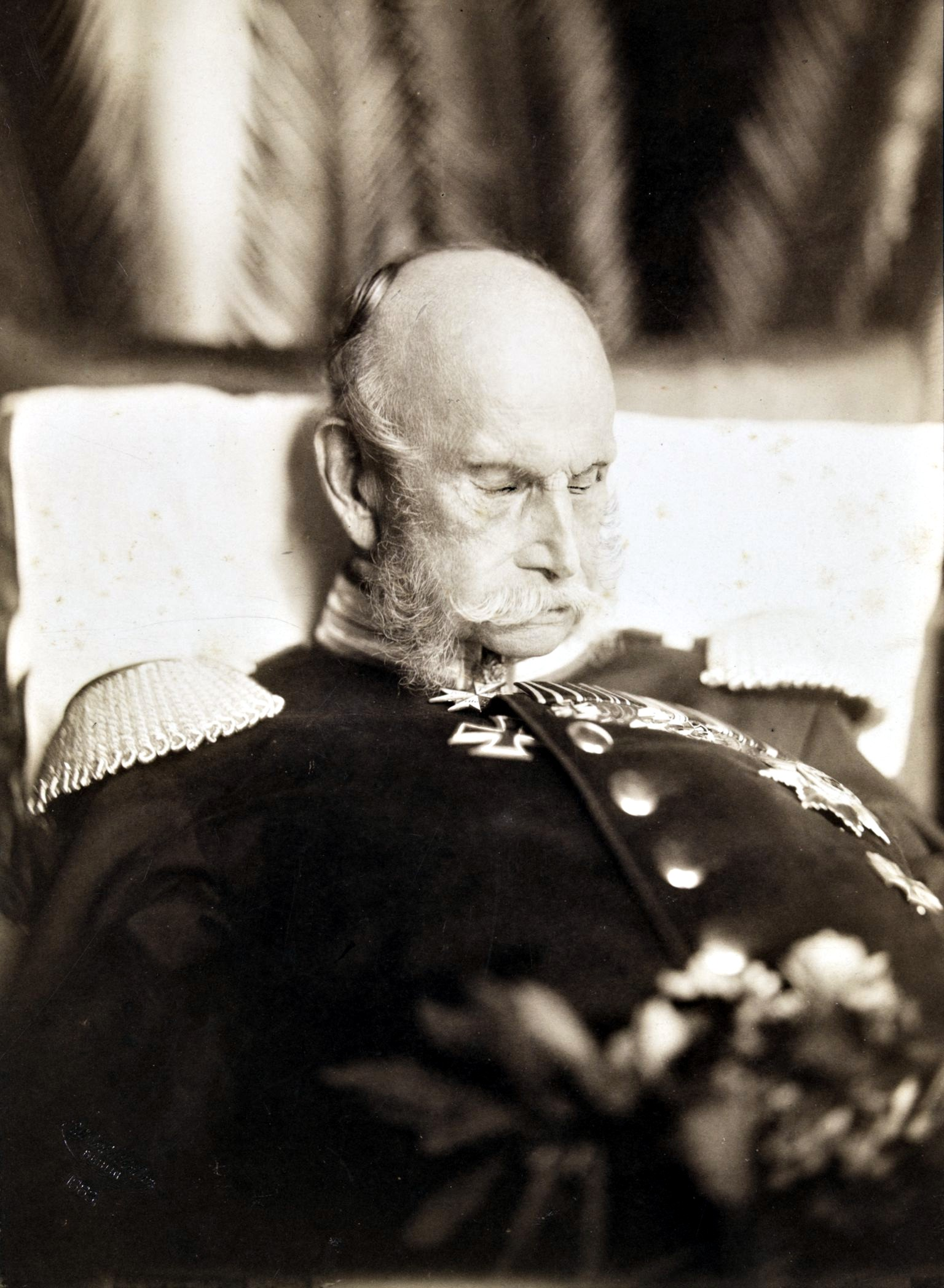
ベルリン大聖堂に安置される崩御したヴィルヘルム1世

1885年5月に病床に伏し、崩御が取りざたされるようになった。その時はなんとか回復したが、ヴィルヘルム1世は日に日に老衰していった。1886年10月にヴィルヘルム1世の引見を受けたフランス大使エルベットによるとヴィルヘルム1世は立ってはいたが、少し動く事にも慎重な様子で、思考したり会話したりすることは極めて困難な様子だったという。
1887年5月には息子である皇太子フリードリヒも喉頭癌であると医師から診断されている。
ヴィルヘルム1世は1888年3月にも病床に入ったが、なおもモルヒネを打ちながら執務を続けたという。崩御の前日にはビスマルクと軍拡法案の議会対策について話し合っている。崩御当日も崩御間際まで外交に関する一人ごとを語っていたという。ビスマルクにかけた最期の言葉は「私はもう駄目だ。息子も先は短いだろう。孫の君臨をしっかりと補佐してくれ。頼むぞ。」であったという。
3月9日、ヴィルヘルム1世は91歳を目前にして崩御した。同日ビスマルクが帝国議会において皇帝崩御を発表した。その演説の後半はむせび泣きで何度も途切れ、演説を終えて腰をかけたビスマルクは両手で顔を覆った。演説中議場は完全に静まり返っていたという（演説の最後にビスマルクが「陛下は私との論争に備えて、私の悪口で売り出している『国家の警鐘』紙の愛読者であったことを皆さんにご報告いたします」と述べた場面だけ小さな笑いが起こった）。演説後には議員全員で黙祷をささげたが、これには反君主制を唱える社会主義労働者党の議員も参加している。
ヴィルヘルム1世の崩御後、ベルリン大聖堂の葬儀には約20万人もの臣下たちが弔問に訪れた。3月16日には遺言に従って兄の眠るポツダムではなく、父と母が眠るシャルロッテンブルク宮殿の霊廟に葬られた。後を継いだフリードリヒ3世も即位後わずか99日で崩御しており、皇位はヴィルヘルム2世に受け継がれた。
- ヴィルヘルム1世の崩御を描いた絵画。左から参謀総長モルトケ、ビスマルク、バーデン大公フリードリヒ1世の娘でスウェーデン王妃のヴィクトリア、バーデン大公フリードリヒ1世、ヴィルヘルム皇子（アントン・フォン・ヴェルナー画）
- ヴィルヘルム1世の棺の葬列を描いた絵（『Die Gartenlaube』誌の挿絵）
- ベルリン大聖堂に安置されるヴィルヘルム1世の遺体を描いた絵（ヴィルヘルム・パペ（ドイツ語版）画）

## 顕彰
崩御後、ドイツ各地に数多くのヴィルヘルム1世像が建立された。多くは騎馬像である。キフホイザー記念碑やポルタ・ヴェストファーリカのヴィルヘルム皇帝記念碑、コブレンツのドイチェス・エック、かつてベルリンにあったヴィルヘルム皇帝国民記念碑（東ドイツの社会主義政権に破壊されて現存しない）などの銅像が著名である。
- キフホイザー記念碑（ドイツ語版）の像
- ポルタ・ヴェストファーリカのヴィルヘルム皇帝記念碑（ドイツ語版）の像
- コブレンツのドイチェス・エックの像
- ハンブルク＝アルトナに立つ像
- キールに立つ像
- ヴェストファーレンパーク（ドイツ語版）に立つ像
- かつてベルリンにあったヴィルヘルム皇帝国民記念碑（ドイツ語版）（1900年頃撮影）。第二次大戦後、東ドイツによって破壊される。
- バート・ホンブルク・フォア・デア・ヘーエにあるカイザー・ヴィルヘルムス＝バート（ドイツ語版）。ヴィルヘルム1世像も見える。
- かつてケーニヒスベルク (プロイセン)にあったヴィルヘルム像（ドイツ語版）（1908年撮影）。第二次大戦後にソ連に破壊される。
- 第一次世界大戦後、フランス領となったストラスブール（ドイツ語名・シュトラースブルク）でヴィルヘルム1世像が撤去される様子。

## 人物

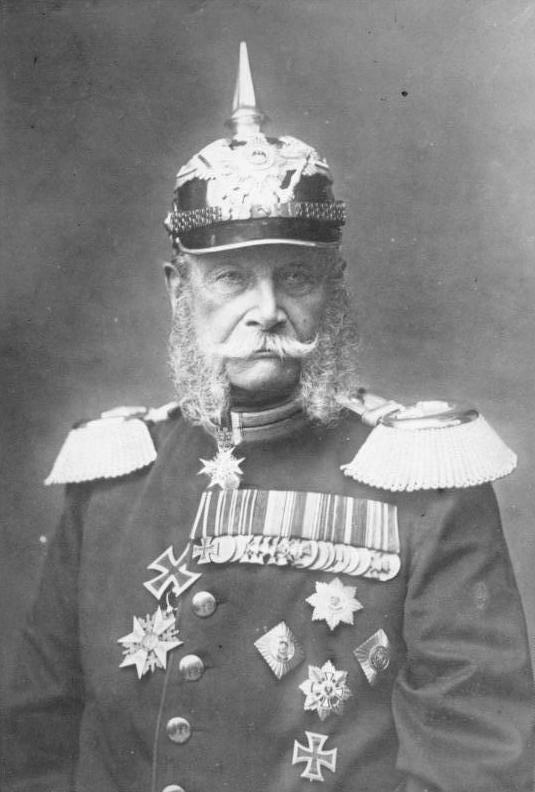
1884年のヴィルヘルム1世

首相ビスマルクに行政のほとんど全てを委ねたようにヴィルヘルム1世は主体的に政治を行う事は少なかった。ビスマルクは「国王が身を入れて何かやりだすのは、反対された場合に限る」と語っている。しかしヴィルヘルム1世は首相からの助言であってもそれが納得できぬ説明であれば、徹底的に検討しなければ受け入れようとはしなかった。それは自身の良心への忠実さ、真剣な態度の証左であり、その態度によって広く尊敬された。
また軍人気質の騎士的心情の持ち主であり、嘘をつく事が出来ず、約束を破ることができず、一度決断したなら揺らぐことがなかった。それについてビスマルクは「御老体の腰をあげさせるのは難しいことだったが、一度彼から支持を得れば彼はそれを守り通した。誠実で正直で信頼のできる人物だった。」と語っている。
信条として王権神授説を信奉していたが、他人に対する気遣いを忘れない謙虚な人物であった。彼は自室に絨毯を敷かせて自分の足音が響かないようにしていた。またエムス電報事件の記念碑をいつも避けていた。それは自分の一人の力で成し遂げたことではないことを自戒するためだったという。ビスマルクやモルトケの名声が自分のそれを上回ることを恐れたり、妬んだりするようなこともなかった。ナポレオン3世を捕虜にしたセダンの戦いの戦勝祝賀パーティーでも「ローンが剣を研いで準備し、モルトケがこの剣を振るい、ビスマルクは外交で他国の干渉を防いでプロイセンを今日の勝利に導いた」と自分の功績ではなく3人の功績であることを演説している。
前述したように軍隊は革命から王権を守れる唯一の物と考えていたため軍隊を何よりも愛した。「軍と国家」という軍を国家に優先させる表現を好んで使用したことにもそれが表れている。
軍人気質から自らを律するため質素を旨とし、前線では農家で眠り、粗食も辞さなかった。ホーエンツォレルン王家歴代の中でも新宮殿を造営しなかった数少ない王の一人である。ブルジョワたちが自らの専用列車を所有していた時代にヴィルヘルム1世はお召し列車はおろか御料車さえ持たなかった。

## 系譜
| ヴィルヘルム1世 | 父: フリードリヒ・ヴィルヘルム3世 (プロイセン王) | 祖父: フリードリヒ・ヴィルヘルム2世 (プロイセン王)        | 曽祖父: プロイセン王子アウグスト・ヴィルヘルム[1]                       |
| ヴィルヘルム1世 | 父: フリードリヒ・ヴィルヘルム3世 (プロイセン王) | 祖父: フリードリヒ・ヴィルヘルム2世 (プロイセン王)        | 曽祖母: ブラウンシュヴァイク＝ヴォルフェンビュッテル公女ルイーゼ[2]     |
| ヴィルヘルム1世 | 父: フリードリヒ・ヴィルヘルム3世 (プロイセン王) | 祖母: フリーデリケ[4]                                     | 曽祖父: ルートヴィヒ9世 (ヘッセン＝ダルムシュタット方伯)                |
| ヴィルヘルム1世 | 父: フリードリヒ・ヴィルヘルム3世 (プロイセン王) | 祖母: フリーデリケ[4]                                     | 曽祖母: プファルツ＝ツヴァイブリュッケン公女ヘンリエッテ・カロリーネ[3] |
| ヴィルヘルム1世 | 母: ルイーゼ                                     | 祖父: カール2世 (メクレンブルク＝シュトレーリッツ大公)[5] | 曽祖父: メクレンブルク＝シュトレーリッツ公子カール                      |
| ヴィルヘルム1世 | 母: ルイーゼ                                     | 祖父: カール2世 (メクレンブルク＝シュトレーリッツ大公)[5] | 曽祖母: ザクセン＝ヒルトブルクハウゼン公女エリーザベト                  |
| ヴィルヘルム1世 | 母: ルイーゼ                                     | 祖母: フリーデリケ                                        | 曽祖父: ヘッセン＝ダルムシュタット侯子ゲオルク・ヴィルヘルム            |
| ヴィルヘルム1世 | 母: ルイーゼ                                     | 祖母: フリーデリケ                                        | 曽祖母: ハーナウ＝リヒテンベルク伯女シャルロッテ                        |

1. フリードリヒ・ヴィルヘルム1世とイギリス王ジョージ1世の王女ゾフィー・ドロテアの第11子、第5王子。フリードリヒ2世の弟。
2. 兄にアントン・ウルリヒ（アンナ・レオポルドヴナの夫、ロシア皇帝イヴァン6世の父）、姉にエリーザベト・クリスティーネ（プロイセン王フリードリヒ2世妃）がいる。また妹にユリアーネ・マリー（デンマーク・ノルウェー王フレデリク5世妃）がいる。
3. 甥（弟の子）にバイエルン国王マクシミリアン1世がいる。
4. 妹ヴィルヘルミーネはロシア大公パーヴェル（後のロシア皇帝パーヴェル1世）妃。
5. 妹シャルロッテ（英：シャーロット）はイギリス国王ジョージ3世妃。

## 系図
| フリードリヒ1世               |                 |                 |                 |                 |                 |  |  |                               |                               |                               |                               |                               |                               |  |  |                 |                 |                 |                 |                 |                 |  |  |  |  |  |  |  |  |  |  |  |  |  |  |
|                               |                 |                 |                 |                 |                 |  |  |                               |                               |                               |                               |                               |                               |  |  |                 |                 |                 |                 |                 |                 |  |  |  |  |  |  |  |  |  |  |  |  |  |  |
| フリードリヒ・ヴィルヘルム1世 |                 |                 |                 |                 |                 |  |  |                               |                               |                               |                               |                               |                               |  |  |                 |                 |                 |                 |                 |                 |  |  |  |  |  |  |  |  |  |  |  |  |  |  |
|                               |                 |                 |                 |                 |                 |  |  |                               |                               |                               |                               |                               |                               |  |  |                 |                 |                 |                 |                 |                 |  |  |  |  |  |  |  |  |  |  |  |  |  |  |
|                               |                 |                 |                 |                 |                 |  |  |                               |                               |                               |                               |                               |                               |  |  |                 |                 |                 |                 |                 |                 |  |  |  |  |  |  |  |  |  |  |  |  |  |  |
| フリードリヒ2世               | フリードリヒ2世 | フリードリヒ2世 | フリードリヒ2世 | フリードリヒ2世 | フリードリヒ2世 |  |  | アウグスト・ヴィルヘルム      | アウグスト・ヴィルヘルム      | アウグスト・ヴィルヘルム      | アウグスト・ヴィルヘルム      | アウグスト・ヴィルヘルム      | アウグスト・ヴィルヘルム      |  |  |                 |                 |                 |                 |                 |                 |  |  |  |  |  |  |  |  |  |  |  |  |  |  |
| フリードリヒ2世               | フリードリヒ2世 | フリードリヒ2世 | フリードリヒ2世 | フリードリヒ2世 | フリードリヒ2世 |  |  | アウグスト・ヴィルヘルム      | アウグスト・ヴィルヘルム      | アウグスト・ヴィルヘルム      | アウグスト・ヴィルヘルム      | アウグスト・ヴィルヘルム      | アウグスト・ヴィルヘルム      |  |  |                 |                 |                 |                 |                 |                 |  |  |  |  |  |  |  |  |  |  |  |  |  |  |
|                               |                 |                 |                 |                 |                 |  |  | フリードリヒ・ヴィルヘルム2世 |                               |                               |                               |                               |                               |  |  |                 |                 |                 |                 |                 |                 |  |  |  |  |  |  |  |  |  |  |  |  |  |  |
|                               |                 |                 |                 |                 |                 |  |  |                               |                               |                               |                               |                               |                               |  |  |                 |                 |                 |                 |                 |                 |  |  |  |  |  |  |  |  |  |  |  |  |  |  |
|                               |                 |                 |                 |                 |                 |  |  | フリードリヒ・ヴィルヘルム3世 |                               |                               |                               |                               |                               |  |  |                 |                 |                 |                 |                 |                 |  |  |  |  |  |  |  |  |  |  |  |  |  |  |
|                               |                 |                 |                 |                 |                 |  |  |                               |                               |                               |                               |                               |                               |  |  |                 |                 |                 |                 |                 |                 |  |  |  |  |  |  |  |  |  |  |  |  |  |  |
|                               |                 |                 |                 |                 |                 |  |  |                               |                               |                               |                               |                               |                               |  |  |                 |                 |                 |                 |                 |                 |  |  |  |  |  |  |  |  |  |  |  |  |  |  |
|                               |                 |                 |                 |                 |                 |  |  | フリードリヒ・ヴィルヘルム4世 | フリードリヒ・ヴィルヘルム4世 | フリードリヒ・ヴィルヘルム4世 | フリードリヒ・ヴィルヘルム4世 | フリードリヒ・ヴィルヘルム4世 | フリードリヒ・ヴィルヘルム4世 |  |  | ヴィルヘルム1世 | ヴィルヘルム1世 | ヴィルヘルム1世 | ヴィルヘルム1世 | ヴィルヘルム1世 | ヴィルヘルム1世 |  |  |  |  |  |  |  |  |  |  |  |  |  |  |
|                               |                 |                 |                 |                 |                 |  |  | フリードリヒ・ヴィルヘルム4世 | フリードリヒ・ヴィルヘルム4世 | フリードリヒ・ヴィルヘルム4世 | フリードリヒ・ヴィルヘルム4世 | フリードリヒ・ヴィルヘルム4世 | フリードリヒ・ヴィルヘルム4世 |  |  | ヴィルヘルム1世 | ヴィルヘルム1世 | ヴィルヘルム1世 | ヴィルヘルム1世 | ヴィルヘルム1世 | ヴィルヘルム1世 |  |  |  |  |  |  |  |  |  |  |  |  |  |  |
|                               |                 |                 |                 |                 |                 |  |  |                               |                               |                               |                               |                               |                               |  |  | フリードリヒ3世 |                 |                 |                 |                 |                 |  |  |  |  |  |  |  |  |  |  |  |  |  |  |
|                               |                 |                 |                 |                 |                 |  |  |                               |                               |                               |                               |                               |                               |  |  |                 |                 |                 |                 |                 |                 |  |  |  |  |  |  |  |  |  |  |  |  |  |  |
|                               |                 |                 |                 |                 |                 |  |  |                               |                               |                               |                               |                               |                               |  |  | ヴィルヘルム2世 |                 |                 |                 |                 |                 |  |  |  |  |  |  |  |  |  |  |  |  |  |  |

1. 1701年 - 1772年：プロイセンの王（König in Preußen）
2. 1772年 - 1918年：プロイセン国王（König von Preußen）
3. 1871年 - 1918年：2.に兼ねてドイツ皇帝（Deutscher Kaiser）

## ビスマルクとの関係

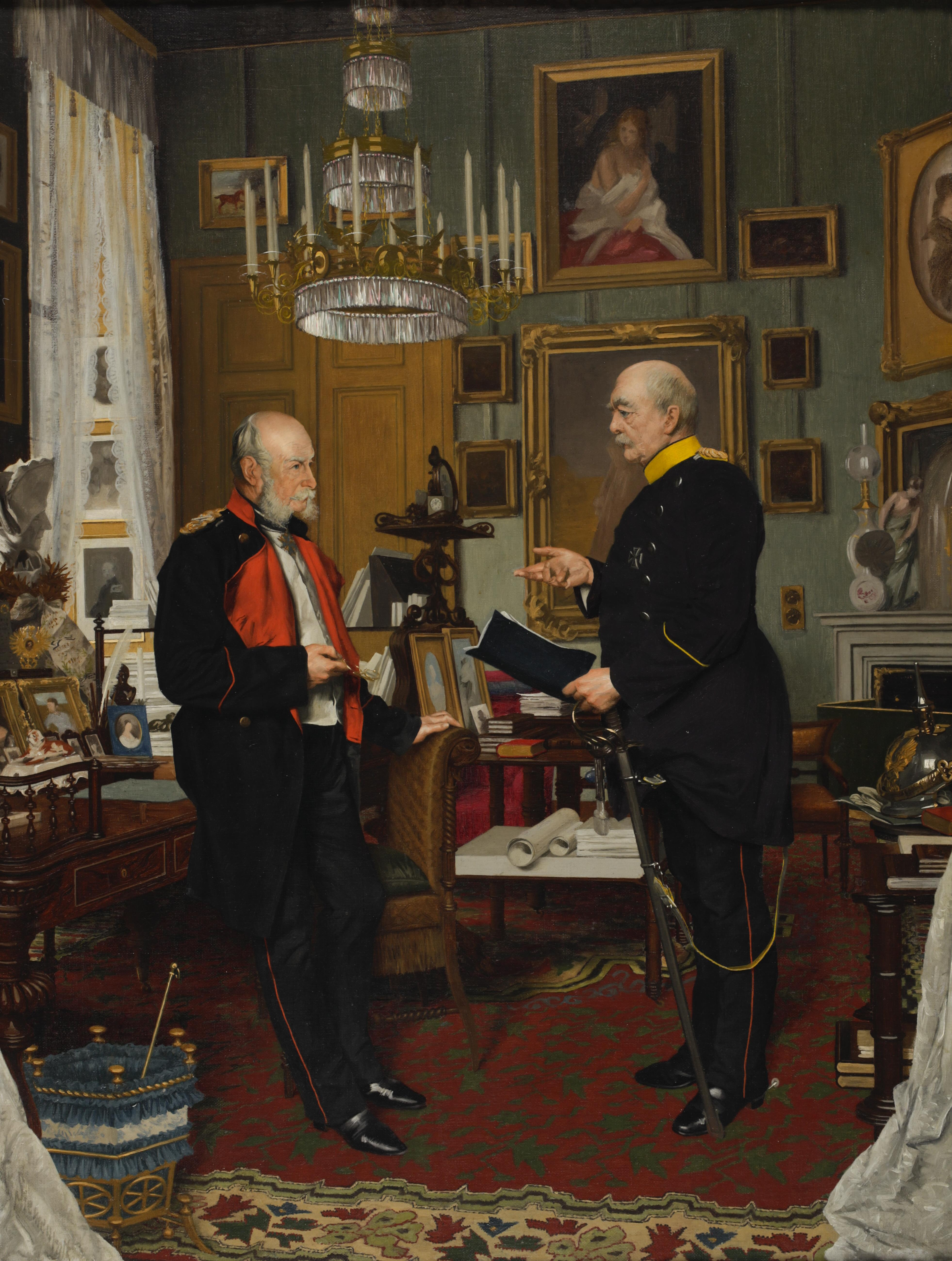
ヴィルヘルム1世とビスマルク

ヴィルヘルム1世は1862年9月23日にビスマルクをプロイセン首相に任じて以来、1888年3月9日の崩御まで25年以上にわたってビスマルクを首相として重用し続けた。しかし二人は人間的に惹きあうところはなかった。
ビスマルクを首相に任命した直後にヴィルヘルム1世は「この男は私には不気味だ。心の内に反発の念を抱かせる」と語っていた。後世にもヴィルヘルム1世は「このような首相の許で皇帝であるのはたやすいことではない」と語っている。それでもヴィルヘルム1世はビスマルクを「帝国にとって私よりも重要な人物である」と認め、ビスマルクの幾度もの辞職願いを「首相は余人を持って代えがたい」として却下し続けた。
ヴィルヘルム1世が初めてビスマルクにあったのは即位前の1835年の社交界であった。当時ビスマルクは司法官試補として裁判所で働いていた。ユンカー出身者で体格もいいのに軍人にならないビスマルクを怪訝に思ったヴィルヘルム1世は「君はなぜ軍人にならないのか」と聞いたが、ビスマルクは「殿下、私は軍で昇進する見込みがないのです」と答えた。ヴィルヘルム1世は「君が法律方面にどんな良い見込みがあるのか怪しいものだ」と不満を述べつつもそれ以上問い詰めることはなかった。ビスマルクは軍人が肌に合わず、軍隊に入りたくなかっただけだったが、根っからのプロイセン軍人であるヴィルヘルム1世の機嫌を損ねないよう「昇進の見込みがない」という理由をでっちあげてやり過ごしたのであった。これは後年まで使われるビスマルクのヴィルヘルム1世操縦の手法の典型だった。ビスマルクはヴィルヘルム1世のプロイセン軍人的な矜持を害さないよう真の理由を隠して彼を誘導するのを常とした。
イギリス外相クラレンドン伯爵はヴィルヘルム1世をビスマルクの操り人形と看做して、「国王ビスマルク1世」などというジョークを飛ばしている。だが孫のヴィルヘルム2世がビスマルクを簡単に辞職させたようにヴィルヘルム1世もその気になればいつでもビスマルクを罷免できた。ゼバスティアン・ハフナーは「ビスマルクはヴィルヘルム1世から常に必要とされるべく危機を煽り、危機を解決し、成功し続けなければならなかった」と評価している。
また軍事に関してはヴィルヘルム1世は常に自ら主導権を握ろうとし、ビスマルクが軍事にでしゃばってくることを好まなかった。軍制改革はヴィルヘルム1世の指導下に断行されたものである。参謀のもとに軍隊指揮権を置くというプロイセン軍のやり方もヴィルヘルム1世によって確立された。参謀総長モルトケの任用もヴィルヘルム1世の功績である。ヴィルヘルム1世の軍制改革がなければビスマルクがあれほど軍事的に成功することは難しかったともいわれる。
ただ晩年には老衰で自主性が衰えていき、ビスマルクにとって便利な存在と化していったことも否めなかった。
- ヴィルヘルム1世とビスマルクのカリカチュア（トーマス・ナスト画）

## 日本との関係

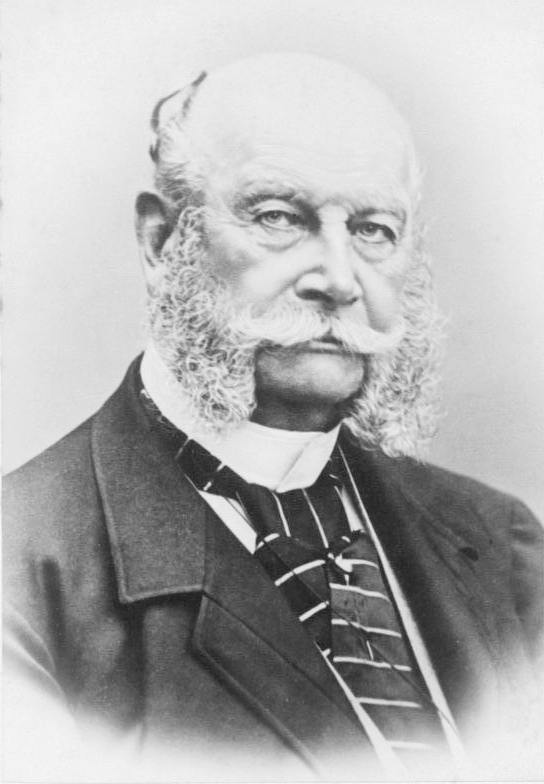
背広姿のヴィルヘルム1世

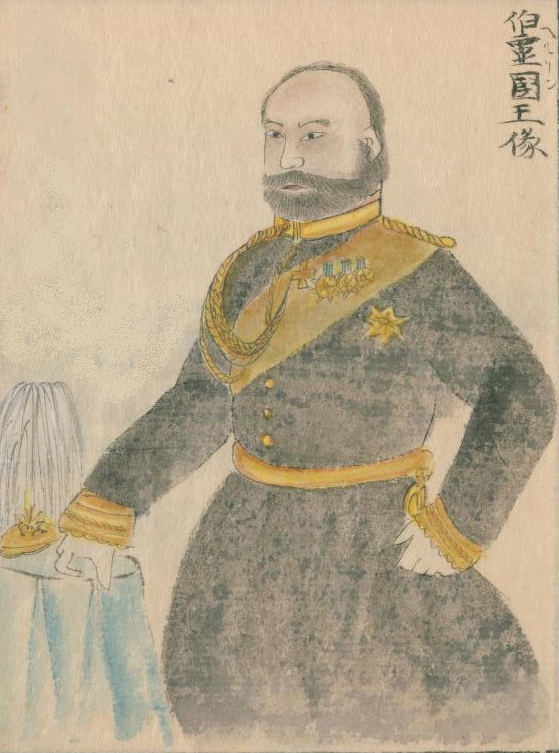
ヴィルヘルム1世 文久遣欧使節漢方医高嶋祐啓画

### 伊藤博文への忠告
伊藤博文は明治15年（1882年）に近代憲法の研究のためドイツに滞在し、同年8月28日にヴィルヘルム1世から陪食を許された。かつて軍制改革の予算をめぐってプロイセン衆議院と対立した苦い経験のあるヴィルヘルム1世はこの席上で「日本天子の為めに、国会の開かるるを賀せず」「其権（予算審議権）を国会に譲れば、内乱の基と知るべし」と述べて、議会は開かない方がよいこと、開いたとしても議会に予算審議権を認めてはならないことを力説した。これは伊藤にとっては「意外の言」であったという。
しかし伊藤は議会制導入をためらう兆しを見せなかった。伊藤の考えるところでは、国民なき国制のもとでは階級や民族、イデオロギーで引き裂かれて議会政治は機能しないが、国民精神の支柱が存在すれば機能し、日本には国民統合の支柱となる天皇が存在するため議会政治を根付かせることができるのであった。また議会は不安定な存在だが、議会が破綻した時に立憲君主が外から高権的に救済できる制度があれば無問題と考えていた（こうした伊藤の天皇観は恐らくヴィルヘルム1世よりもオーストリア＝ハンガリー皇帝フランツ・ヨーゼフ1世を投影したものと考えられる。彼は多民族国家の皇帝でありながら絶大な国民の敬愛を集めていた）。

### 宮古島に記念碑贈呈
明治6年（1873年）7月9日、宮古島の旧上野村（現沖縄県宮古島市）沖に、ドイツ商船R・J・ロベルトソン号が台風のため座礁した。島の役人と島民がエドゥアルト・ハイムスハイム（Eduard Heimsheim）船長以下生存者8人を救出し、その後世話と看病をし続けた。ヘルンツハイム船長らは帰国途中に立ち寄った英領香港でドイツ領事にその件を報告し、ハンブルク市、帝国首相官房を経て皇帝ヴィルヘルム1世の耳に入った。
宮古島島民の行動に感動したヴィルヘルム1世は感謝の意を示すため、事件の経緯を記した「ドイツ皇帝博愛記念碑」と金銀懐中時計4個、望遠鏡4本を同島に贈ることに決め、明治9年（1876年）3月に東アジアに駐屯しているドイツ軍艦チクロープ号にこれを宮古島へ持って行かせた。平良港近くの高台に記念碑が建てられ、3月22日にその除幕式が行われた。
この石碑はその後宮古島の島民にも忘れ去られていった。しかし昭和4年（1929年）に日本銀行那覇支店長がこの石碑を発見し、顕彰運動を起こし、昭和8年（1933年）に文部省が国定教科書の教材を募集していたところ、この石碑の件が一等に輝いたという。昭和11年（1936年）11月、日独防共協定へ向けて日独友好関係が深まる中、「ドイツ皇帝博愛記念碑60周年記念式典」がドイツ大使館員も出席の上で盛大に行われた。この際に上野村にも「独逸商船遭難之地」の石碑が建てられた。
昭和47年（1972年）11月に沖縄復帰に際してロベルトソン号救助事件100周年を記念して「博愛記念祭」が開催された。平成12年（2000年）には九州・沖縄サミットに出席したドイツ首相ゲルハルト・シュレーダーがロベルトソン号救助事件を記念してうえのドイツ文化村を訪問した。